# Luftkrieg

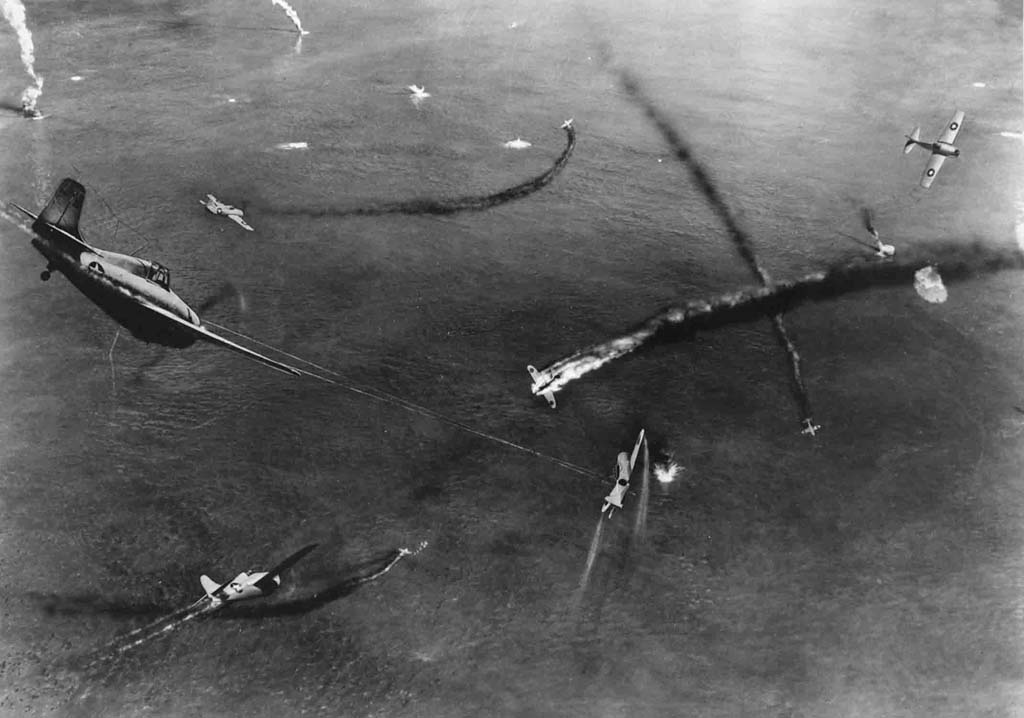
Luftkämpfe zwischen amerikanischen und japanischen Fliegerkräften, Juni 1942 (Diorama)

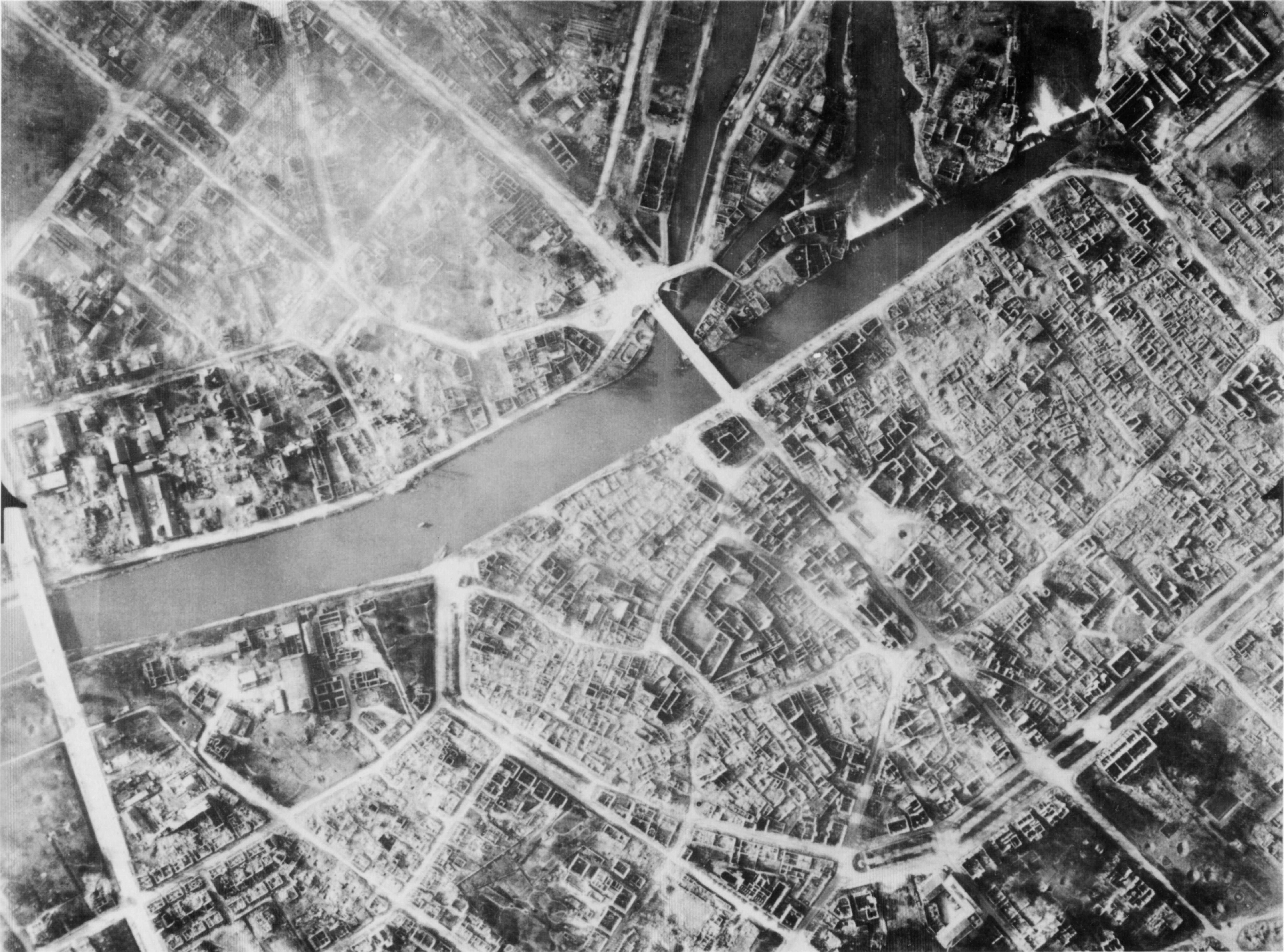
Flächenbombardements, Beispiel Heilbronn, 31. März 1945

Luftkrieg ist eine Form der Kriegsführung, bei der militärische Operationen hauptsächlich durch Luftstreitkräfte und Luftkriegsmittel anderer Teilstreitkräfte ausgeführt werden.
Die Kriegsführung lässt sich grob unterscheiden in:
- Krieg in der Luft: Bekämpfung feindlicher Luftfahrzeuge durch eigene Jagdflugzeuge und bodengestützte Flugabwehr.
- Krieg aus der Luft: vor allem Aufklärung und Bekämpfung von Bodenzielen, einschließlich gegnerischer Luftstreitkräfte am Boden, durch Aufklärungsflugzeuge und Bomber. Dies bezeichnet man auch als taktischen Luftkrieg. Seine drei Aufgaben bzw. Ziele sind
  - der Angriff feindlicher Bodenziele in mittelbarer Nähe zu den eigenen Einheiten (Luftnahunterstützung)
  - die Abriegelung aus der Luft (taktische Ziele im Rückraum – wie Brücken, Straßen und Nachschub – hinter der gegnerischen Kriegsfront bekämpfen).
  - der strategische Luftkrieg mit der Zerstörung von gegnerischen militärischen und politischen Kommando- und Führungseinrichtungen inklusive deren Fernmeldemittel, von Produktionseinrichtungen für militärische Rüstungsgüter (Luftfahrzeuge und Panzer), Elektrizitätswerke und Überlandleitungen, Kraftstoffraffinerien und andere (Gas-)Energieeinrichtungen, Luft-, Land- und Wassertransportwege und -einrichtungen (Flughäfen, Seehäfen und Docks) sowie Produktionskapazitäten Nahrungsmittelindustrie.

Die Integration des Luftkrieges in die allgemeine Kriegsführung galt Daniel Moran zufolge als „zentrale militärische Herausforderung des 20. Jahrhunderts“. Während sich die ursprüngliche Hoffnung, dass der Luftkrieg abschreckend wirken könne oder militärisch allmächtig sei, sich nicht erfüllt habe, habe sich die Luftkriegsführung als entscheidendes Element des Gefechts der verbundenen Waffen etabliert.
Wichtige Theoretiker des Luftkrieges waren bzw. sind Giulio Douhet (1869–1930), Billy Mitchell (1879–1936), John Boyd (1927–1997) und John Warden (* 1943).

## Der Anfang

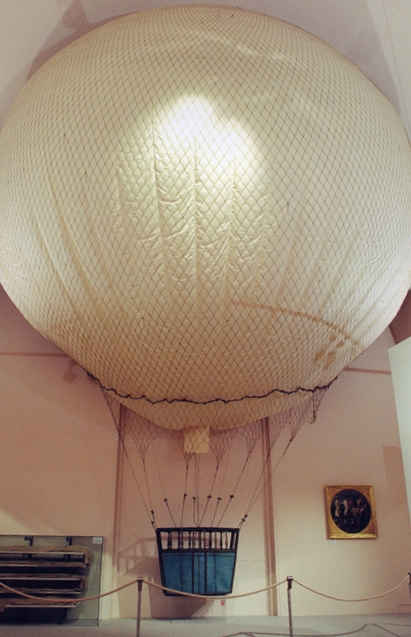
Kriegsballon „Intrepide“

Die erste kriegerische Nutzung des Luftraums bestand im Einsatz von Ballons zu Aufklärungszwecken („Feldluftschiffer“) und zur Lenkung des Artilleriefeuers.
Das erste Mal wurden Heißluftballons durch das revolutionäre Frankreich im Jahre 1793 zur Beobachtung feindlicher Stellungen eingesetzt; in diesem Jahr wurde die Aéronautique Militaire gegründet. Ein mit Wasserstoff gefüllter Fesselballon, der „Intrépide“, wurde von der kaiserlichen Armee in der Schlacht um Würzburg am 3. September 1796 erbeutet. Er befindet sich im Heeresgeschichtlichen Museum in Wien und gilt als das älteste heute noch erhaltene militärische Fluggerät.

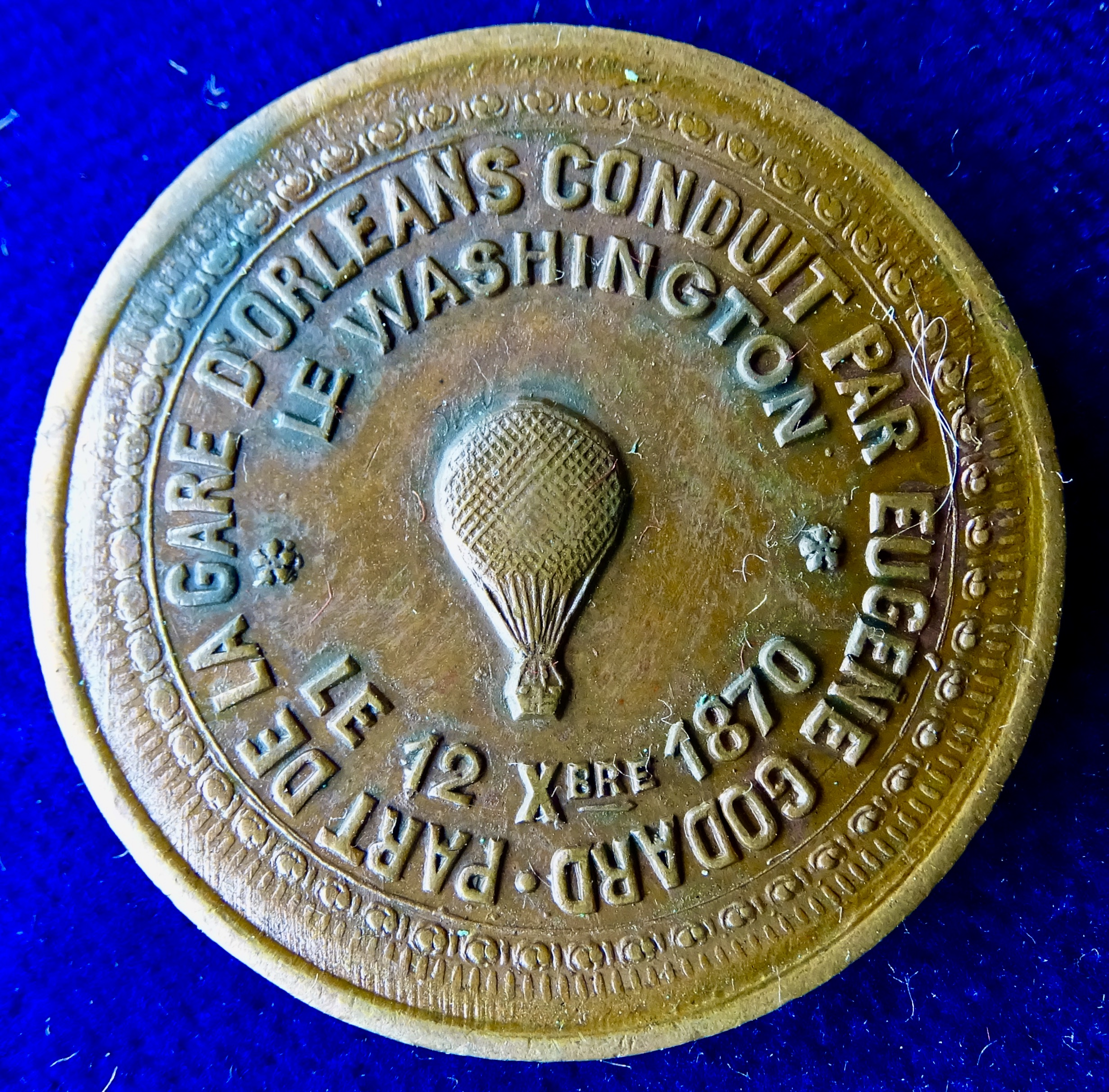
Start des Ballons Le Washington am 12. Dezember 1870 vom Pariser Bahnhof d'Orleans, Vorderseite

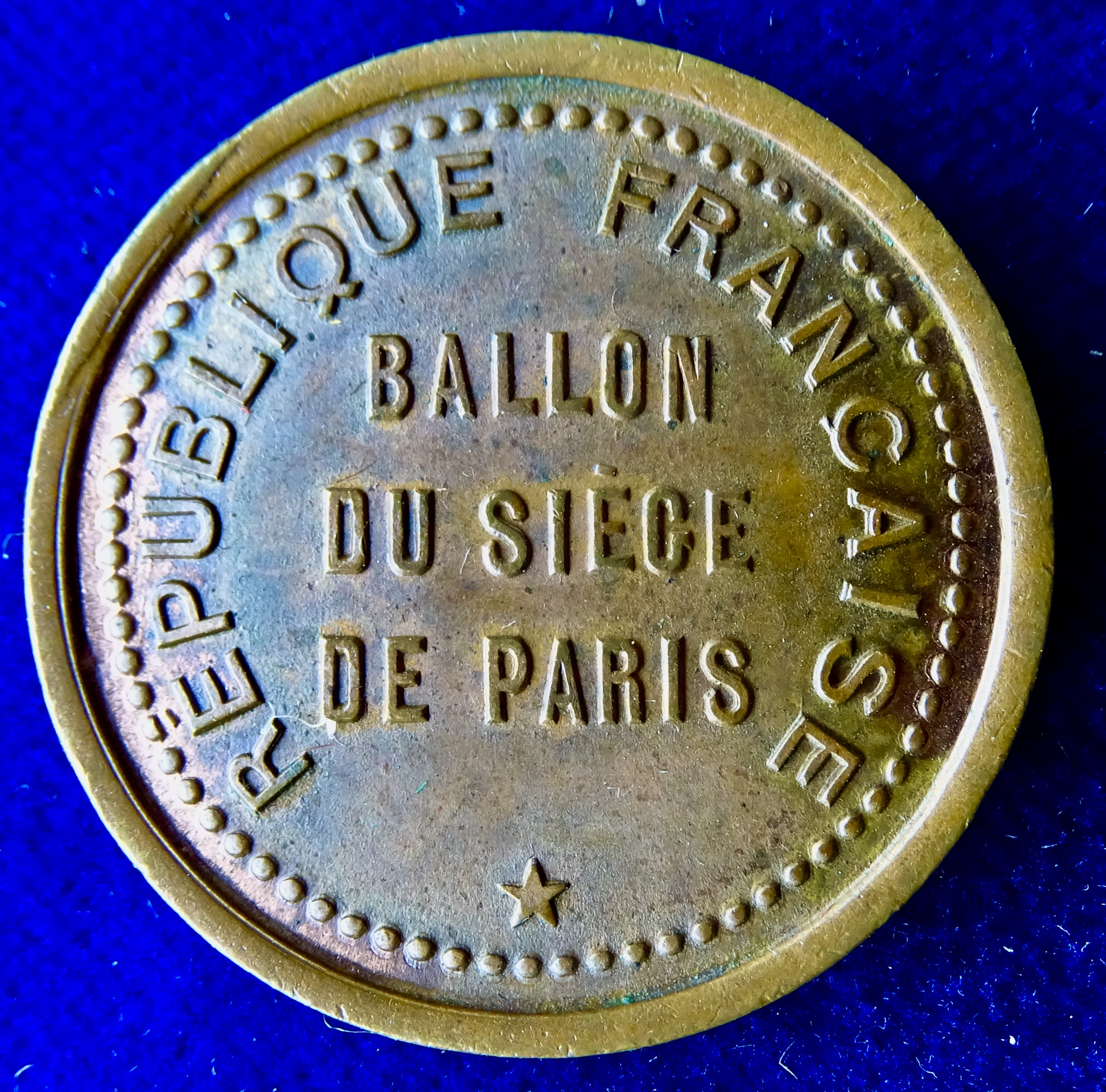
Die Rückseite dieser Medaille des von Pierre Eugène Godard geführten Ballons

Der erste Luftangriff auf eine Stadt fand in den Revolutionsjahren 1848 und 1849 statt: Bei der Belagerung von Venedig schlug der österreichische Feldmarschallleutnant, Artillerieexperte, Waffentechniker und Erfinder Franz von Uchatius vor, durch unbemannte Ballons Bomben auf die Stadt werfen zu lassen. Drei Wochen später erfolgte tatsächlich dieser erste Luftangriff der Weltgeschichte mit 110 von Uchatius hergestellten Ballonbomben. Auch um die Belagerung der Stadt Sewastopol 1855 im Krimkrieg aufzulösen, hatte der britische Admiral Thomas Cochrane, 10. Earl of Dundonald eine Idee für den Abwurf von mit Chemikalien gefüllten Fassbomben, die mittels eines Ballons über der Stadt abgeworfen werden sollten, was der französische Luftschiffer Gardonia in einem Vortrag in London erläuterte.
Im Amerikanischen Bürgerkrieg wurden vereinzelt Ballons zur Aufklärung verwendet.
Im Deutsch-Französischen Krieg wurde von den Franzosen die Verbindung mit dem belagerten Paris 1870 bis 1871 mit Freiballonen erreicht.
Der erste Einsatz eines Flugzeugs für die Kriegsführung fand während des italienisch-türkischen Krieges am 23. Oktober 1911 in Form eines Aufklärungsfluges durch Carlo Maria Piazza in einer Blériot XI in Tripolitanien statt. Am 1. November 1911 folgte der erste Bombenangriff, als Giulio Gavotti aus einer Etrich Taube drei 2-kg-Bomben per Hand auf ein türkisches Militärlager abwarf. Am 4. März 1912 erfolgte bei Vollmond der erste Nachtflug durch Piazza und Gavotti und am 17. August 1912 wurde der erste Pilot in der Luft durch Gewehrfeuer vom Boden aus verletzt. Mit Leutnant Piero Manzini, der am 25. August 1912 bei einem Aufklärungsflug über feindlichem Gebiet abstürzte und dabei den Tod fand, war in diesem Krieg auch der erste tote Flieger während eines kriegerischen Ereignisses zu verzeichnen.

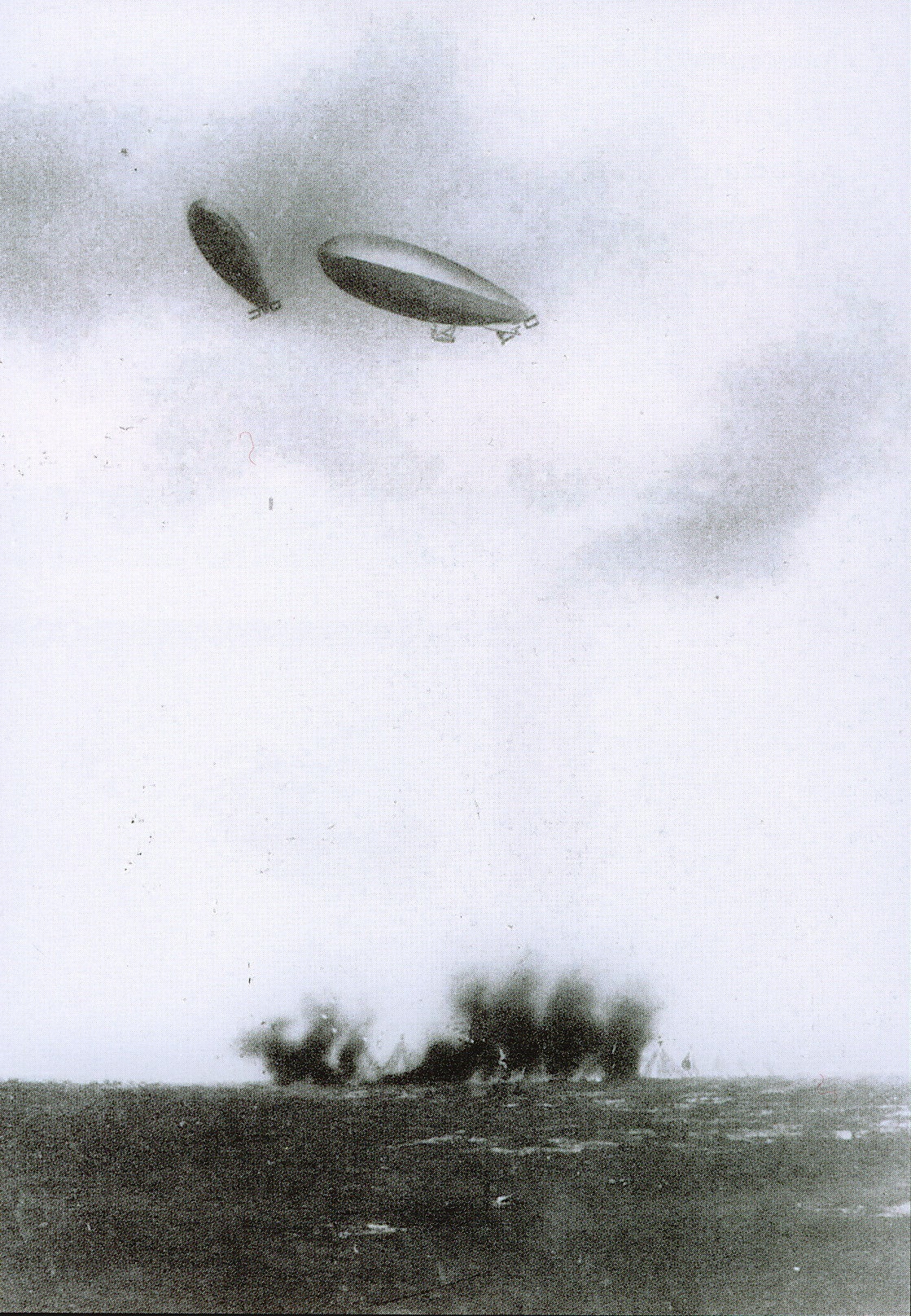
Italienische Luftschiffe bombardieren osmanische Stellungen im italienisch-türkischen Krieg

Der italienische General Giulio Douhet begründete in der Folge seine Theorie des Bombenkrieges, nach der Flugzeuge speziell zur Bombardierung gebaut werden sollten. Somit gilt er als Begründer der Luftkriegstheorie. Seine Pläne, Italien komplett auf einen Luftkrieg vorzubereiten, stießen jedoch auf großen Widerstand. Als er unautorisiert den Bau von Bombenflugzeugen beauftragte, wurde er nach dem Disziplinarrecht zur Infanterie versetzt. Später wurde er sogar verhaftet; erst als Italien 1915 in den Ersten Weltkrieg eintrat (siehe Londoner Vertrag (1915)) und verheerende Niederlagen erlitt, wurde er in seine Stellung zurückberufen.
Während der Mexikanischen Revolution setzten die nördlichen Verbände neun Flugzeuge ein, die von amerikanischen Piloten geflogen wurden. Somit war dieser Konflikt nach dem italienisch-türkischen Krieg der zweite bewaffnete Konflikt, in dem Flugzeuge zur Anwendung kamen.
Alle Großmächte bauten sich Lufteinheiten auf, die aber noch Teil von Heer oder Marine waren. Siehe z. B. Royal Flying Corps (RFC), Französische Luftwaffe,
k.u.k. Luftfahrtruppen,
USAF, 
Fliegertruppe des Russischen Reichs.

## Erster Weltkrieg

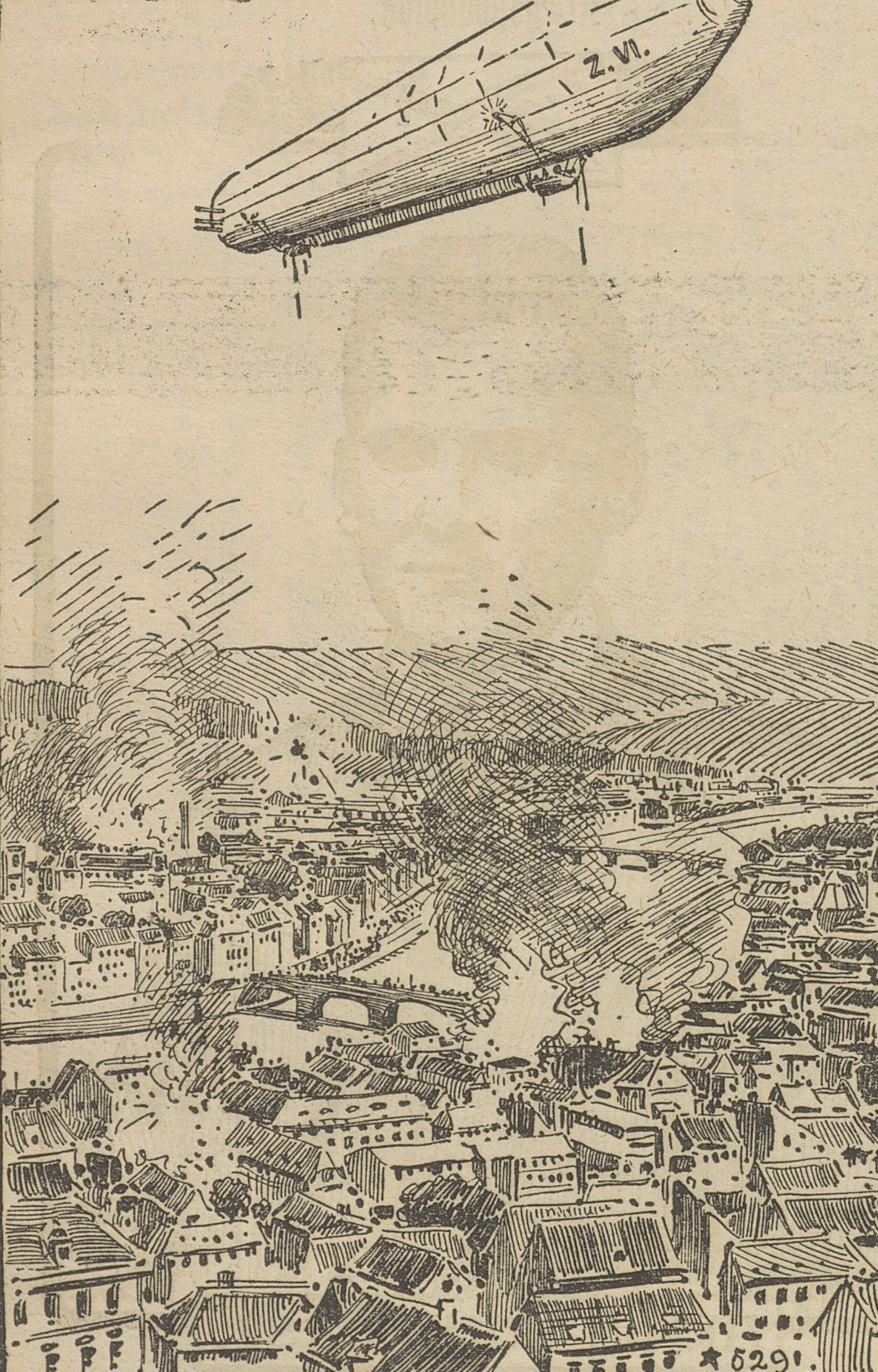
Künstlerische Illustration des Bombenabwurfs durch Zeppelin VI auf Lüttich am 6. August 1914

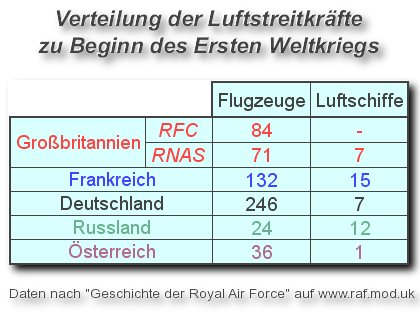
Verteilung der Luftstreitkräfte zu Beginn des Ersten Weltkrieges

Im Ersten Weltkrieg wurden die meisten der Luftkriegskonzepte entwickelt, die den Luftkrieg bis zum Vietnamkrieg und teilweise auch darüber hinaus bestimmten.
Der vermutlich erste Luftangriff des Ersten Weltkriegs fand auf Lüttich statt: Am 6. August 1914 um drei Uhr morgens flog der deutsche Zeppelin LZ 21/„Z VI“ über Lüttich und warf Bomben ab, die neun Zivilisten töteten. Das Bombardement wurde von deutscher Seite propagandistisch aufgegriffen:

„Das Berliner Tageblatt veröffentlicht mit Genehmigung der Militärbehörde eine Meldung der Kölnischen Volkszeitung, wonach das Luftschiff Z. 6 am Kampfe bei Lüttich sehr wirksam teilgenommen hat. Vom Luftschiff wurde zunächst aus einer Höhe von 600 Metern eine Bombe geworfen, welche versagte. Daraufhin ging das Luftschiff bis auf 300 Meter herunter und schleuderte 12 Bomben herab, welche sämtliche sofort explodierten und die Stadt an mehreren Stellen in Brand steckten.“

### Luftaufklärung

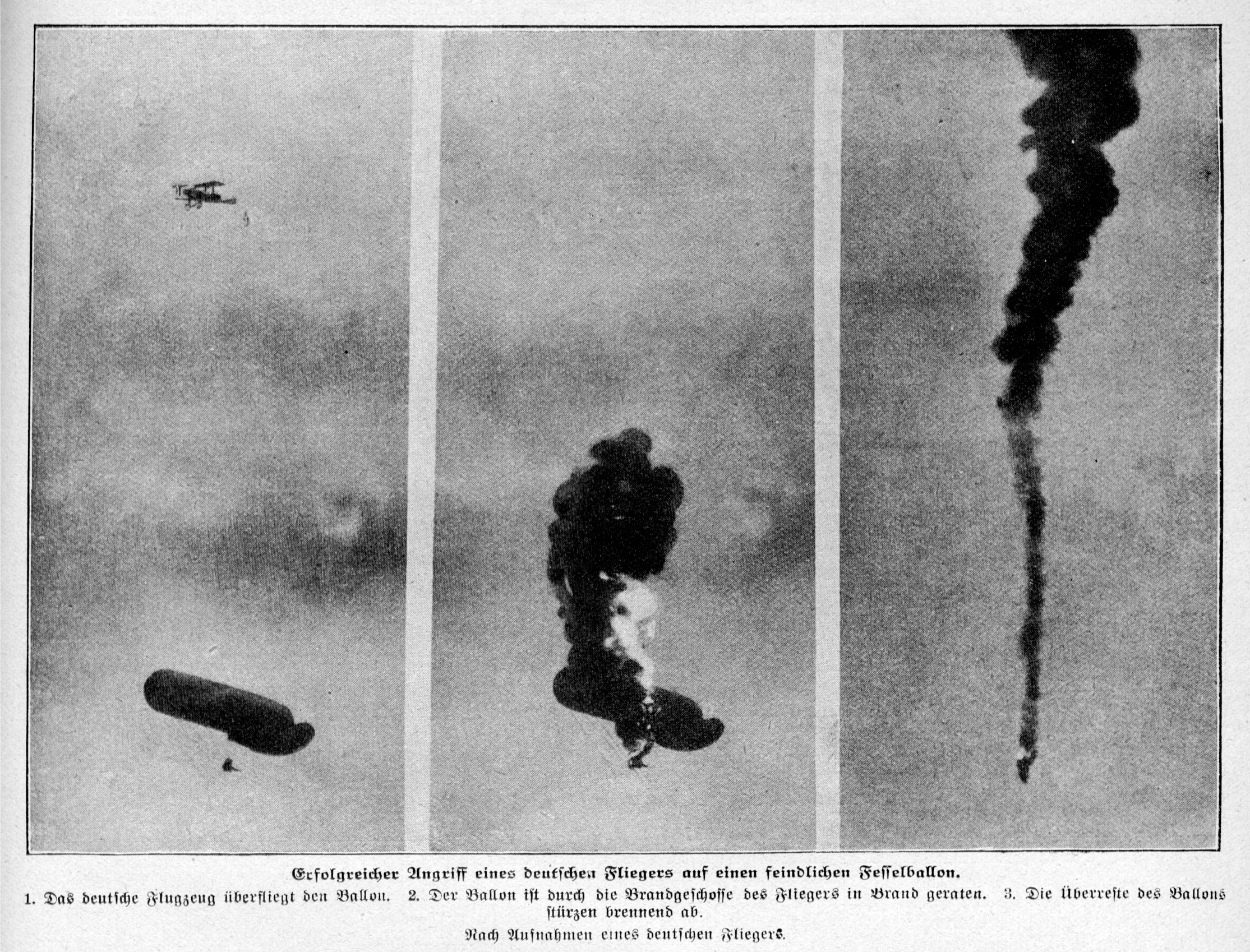
Angriff eines deutschen Flugzeugs auf einen „feindlichen Fesselballon“ (1918)

Zu Beginn des Krieges (1914) konzentrierten sich die Mittelmächte und die Entente hauptsächlich auf die operative Fernaufklärung. Im Laufe des Krieges wurden Luftbildkameras („Reihenbildgeräte“) entwickelt, deren Fotos per Bildaufklärung aus Aufklärungsflugzeugen militärisch genutzt wurden.
Als erster entscheidender Erfolg der Luftaufklärung gelten die Meldungen des britischen Royal Flying Corps (RFC), die es möglich machten, den deutschen Vorstoß in Richtung der Marne abzufangen. Dies bewirkte, dass der Schlieffen-Plan nicht mehr erfüllbar war und der Krieg an der Westfront sich zu einem Stellungskrieg entwickelte.
Als der Grabenkrieg begann, wurden Fesselballons und zweisitzige, mit Funk ausgerüstete Flugzeuge zur Lenkung des Artilleriefeuers eingesetzt. Die Einführung von telegrafischen Löschfunkensendern ab 1915 war gleichbedeutend mit dem eigentlichen Beginn des Flugfunks. Es wurden besonders von den Briten Versuche unternommen, mit Ballons und Flugzeugen Spione hinter den feindlichen Linien abzusetzen.

### Luftüberlegenheit
Es entwickelte sich die Erkenntnis, dass Ballons und Aufklärer direkt aus der Luft angegriffen werden mussten, da es an ausreichenden und praktischen Möglichkeiten der Flugabwehr vom Boden aus mangelte. Die Entwicklung echter Jagdflugzeuge, mit denen ein Pilot ohne die Hilfe eines mitfliegenden Schützen in Richtung der Flugzeuglängsachse feuern konnte, ging vom französischen Piloten Roland Garros aus. Er befestigte ein nach vorne gerichtetes Maschinengewehr an einer Morane-Saulnier L und verstärkte die Propellerrückseite, sodass er durch den Propellerkreis hindurch feuern konnte, ohne den Propeller zu beschädigen. Ein von Fokker entwickeltes Unterbrechergetriebe für die luftschraubensynchrone Auslösung der Maschinenwaffen war eine sinnvolle Weiterentwicklung dieser Methode. Die damit ausgerüstete Fokker E-I gilt als erstes in Serie gefertigtes Jagdflugzeug der Welt.
Auf alliierter Seite behalf man sich zunächst mit einer Druckpropelleranordnung, später mit starr montierten, über den Propellerkreis hinweg ausgerichteten Waffen. Die Strukturen zur Führung von Verbänden im Kampf wurden der Kavallerie entlehnt und kontinuierlich weiterentwickelt. Der britische Pilot Lanoe Hawker setzte sich früh für einen disziplinierten Verbandsflug beim RFC ein. Auf alliierter Seite blieb man bei der Aufteilung in Schwadronen (englisch squadron), auf deutscher Seite kam es zur Aufstellung von Staffeln, die zahlenmäßig den Schwadronen entsprachen, und Geschwadern, die mehrere Staffeln zusammenfassten.
Die Alliierten stellten ihre Verbände im Verlauf des Krieges als separate Streitkräfte auf, die unabhängig von der Heeresleitung operieren durften. Wenig später kamen regelmäßige Patrouillenflüge hinzu, durch die die Franzosen und Briten die gesamte Westfront kontrollieren konnten.
Die Deutschen antworteten darauf mit der Durchführung von „Sperrflügen“. Bei dieser Taktik mussten die deutschen Besatzungen nahe der Front stationiert werden, um den Luftraum durch ständige Überwachungen zu sperren. Allerdings waren für ein solches Vorgehen sehr viele Jagdflugzeuge notwendig, die konzentriert in einem engen Gebiet operieren mussten und deshalb für andere Aktionen nicht verfügbar waren.
Im Oktober 1916 erfolgte auf Anregung des erfahrenen Kampffliegers Oswald Boelcke eine Umstrukturierung der deutschen Luftwaffe, die nun als eigenständige Streitkraft neben Heer und Marine aufgestellt wurde. Des Weiteren wählte Boelcke einige herausragende Flieger in den eigenen Reihen, die er persönlich im Luftkampf ausbildete und in der legendären „Jagdstaffel 2“ zum Einsatz brachte. Um seine Erfahrungen weiterzugeben, fasste er in der Dicta Boelcke die wichtigsten Grundlagen des Luftkampfes zusammen.
Als 1918 die Amerikaner in die Kämpfe eingriffen, konnten die alliierten Luftstreitkräfte die Deutschen durch ihre zahlenmäßige Überlegenheit zurückdrängen. Sie mussten sich trotz Rüstungsbemühungen darauf beschränken, wenigstens in einem begrenzten Gebiet die Luftüberlegenheit zu erringen.

### Strategische Bombardements

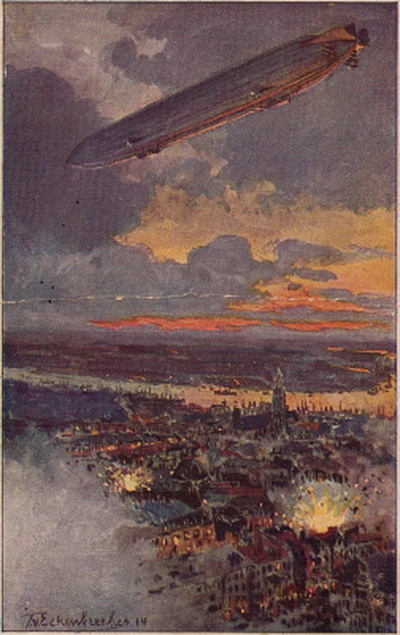
Bombardierung Antwerpens durch einen Zeppelin im Jahr 1914, Gemälde von Themistokles von Eckenbrecher

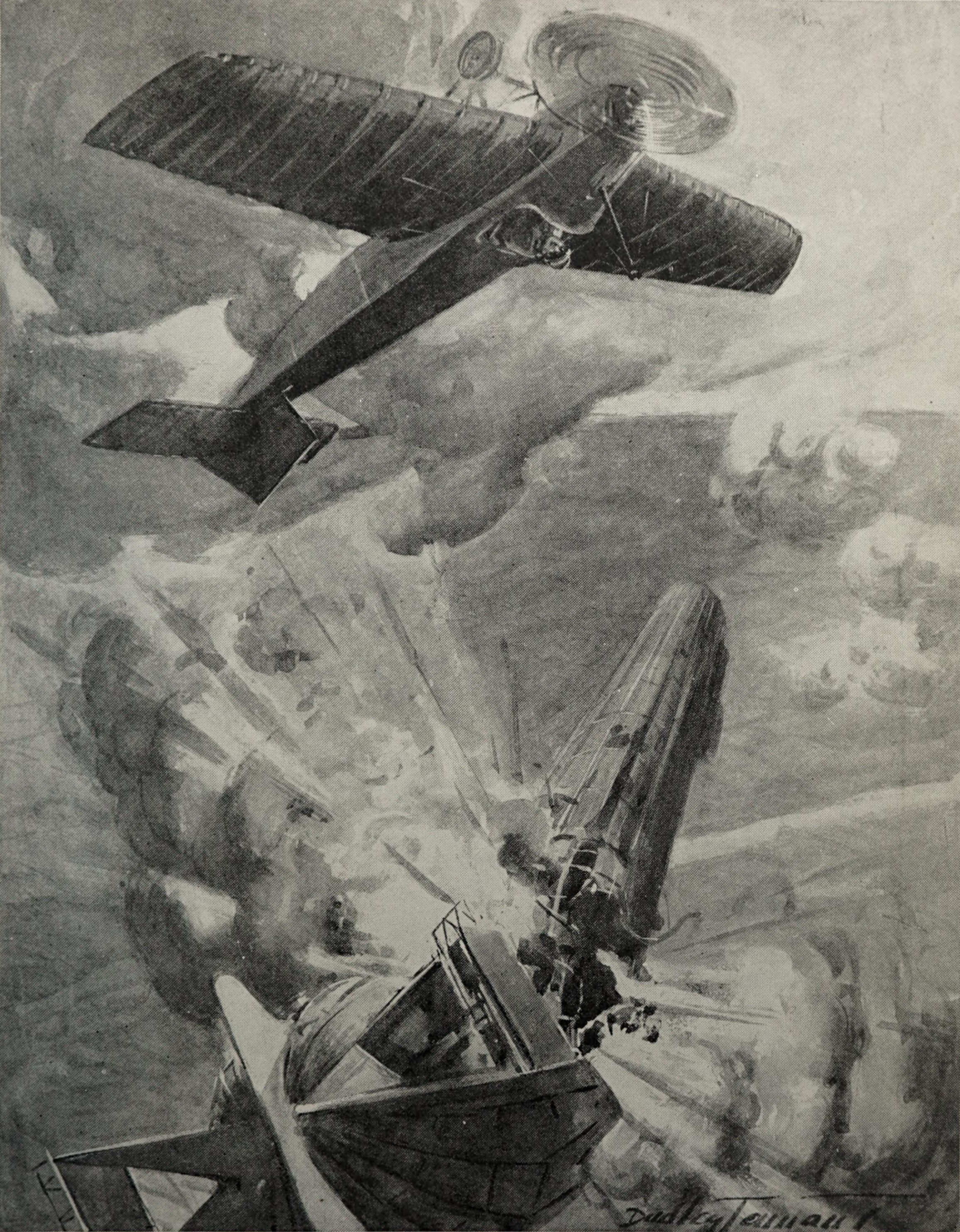
Abschuss des Zeppelins LZ 37 durch britisches Flugzeug, künstlerische Darstellung, 1915

Bomben und Propaganda-Material wurden von Flugzeugen bereits zu Beginn des Krieges über feindlichen Städten abgeworfen.
Als erste Städte wurden am 6. und 24. August 1914 Lüttich und Antwerpen von einem deutschen Zeppelin bombardiert. Der erste deutsche Bombenabwurf auf britischen Boden erfolgte durch den Fliegerleutnant Hans von Prondzynski am 24. Dezember in Dover. Die von ihm abgeworfene Bombe verfehlte das anvisierte Ziel Dover Castle und landete im Pfarrgarten von St. James. Eine danach aufgestiegene britische Maschine konnte den Angreifer nicht mehr ausfindig machen.
Am 19. Januar 1915 wurden die ostenglischen Städte Great Yarmouth und King’s Lynn in Norfolk von den Zeppelinen L3 und L4 bombardiert. Am 31. Mai wurde der erste Bombenangriff auf London geflogen.
Fast zeitgleich wurden mit dem „Dorana“ und dem „Lafay“ die ersten Bombenzielgeräte entwickelt. Die Trefferwahrscheinlichkeit konnte dadurch erheblich verbessert werden, obwohl sie sehr simpel waren.
1916 wurden die Bombenattacken verstärkt. Nun wurden zusätzlich zu den Sprengbomben auch Brandbomben eingesetzt, mit denen besonders in England großer Schaden angerichtet wurde. Die verheerendsten Angriffe führten deutsche Flugzeuge in der Zeit vom 31. März bis zum 6. April durch, wodurch die Briten gezwungen waren, ihre Arbeitsstätten bei Gefahr zu verdunkeln oder ganz stillzulegen.
Zunächst setzten die Deutschen besonders Luftschiffe für die Bombardierung ein. Ab 1917 wurden in Deutschland Großflugzeuge, später auch Riesenflugzeuge, als strategische Bomber gebaut, die in Bombengeschwadern der Obersten Heeresleitung bzw. Riesenflieger-Abteilungen eingesetzt wurden. Sie lösten die Luftschiffe als wichtigstes Mittel zur Bombardierung ab. Die Großflugzeuge erreichten höhere Geschwindigkeiten und waren damit schwieriger abzufangen.
Insgesamt hatten die Bombardierungen einen militärischen und strategischen Nutzen, der weit über die materiellen Schäden hinausging. Großbritannien musste erhebliche Mittel in den Aufbau einer Flugabwehr stecken und eine große Zahl von Fliegereinheiten für die Heimatverteidigung statt für den Kampf an der Front einsetzen. Die Produktionsausfälle durch Bombenalarme waren größer als der direkt angerichtete Schaden. Insgesamt verloren durch deutsche Luftangriffe auf England rund 1400 Menschen ihr Leben.
Über dem Deutschen Reich wurden insgesamt 15.471 Bomben abgeworfen, wodurch 746 Menschen starben und 1843 verletzt wurden. Am stärksten betroffen war das Land Baden mit 678 Getöteten und Verwundeten. Auch Städte an der Mosel, der Saar und in Lothringen wurden angegriffen.
Siehe auch: Zeppeline im Ersten Weltkrieg und Schütte-Lanz

### Erdkampfunterstützung mit Schlachtflugzeugen
Im Ersten Weltkrieg wurden Jagdflugzeuge bereits zur Bekämpfung von Infanteristen und Panzern eingesetzt. Um gegnerische Soldaten anzugreifen, machten die Besatzungen nicht nur vom Bord-MG Gebrauch, sondern warfen mitunter lange dicke Nägel, sogenannte Fliegerpfeile (französisch fléchettes), aus dem Flugzeug. Im Einsatz gegen Panzer verwendete man Bomben, die zunächst manuell – also vom Piloten selbst – auf ihr Ziel geworfen wurden. Im späteren Verlauf des Krieges wurden die Bomben an der Unterseite des Flugzeugs aufgehängt und über dem Ziel ausgeklinkt.
Im Kriegsjahr 1917 wurden auf deutscher Seite sogenannte Schlachtstaffeln aufgestellt, deren Flugzeuge speziell für den Einsatz gegen Bodenziele vorgesehen waren. Die Flugzeuge der Schlachtstaffeln waren an ihrer Unterseite gepanzert und griffen tieffliegend in Bodenkämpfe ein. Durch die damals technischen Möglichkeiten der Bewaffnung und Zieleinrichtungen war der Nutzen der Schlachtstaffeln jedoch beschränkt. Auf alliierter Seite wurden reguläre Jagdflugzeuge für derartige Zwecke eingesetzt, die zusätzlich in die Landkämpfe eingriffen. Freilich insgesamt erwies sich letztere Strategie als zu nachteilig – die Jagdpiloten waren für Angriffe auf Bodenziele nicht ausgebildet, die Bewaffnung der Jagdflugzeuge gegen Bodenziele wenig schadenswirksam, umgekehrt waren die weitgehend ungepanzerten Jagdflugmodelle äußerst empfindlich gegen konzentriertes Abwehrfeuer selbst einfacher Infanteriewaffen, was zu hohen Verlusten bei derartigen Einsätzen führte. In Konsequenz setzte sich bei der weiteren Kampfflugzeug-Entwicklung nach dem Krieg bei den Alliierten ebenfalls das Prinzip durch, für Angriffe gegen Bodenziele spezialisierte Schlachtflugzeuge bzw. Jagdbomber zu entwickeln und einzusetzen.

### Flugabwehr
Da vor dem Krieg nur in Deutschland an Flugabwehrkanonen geforscht wurde, mussten die Frontsoldaten improvisieren, bis auf allen Seiten entsprechende Waffen zur Verfügung standen.
An einfachen Maschinengewehren fehlte die Möglichkeit, richtig zielen zu können. Besonders feindliche Ballons waren schwierig abzuschießen, weshalb der Kampf in der Luft zunächst eine größere Bedeutung hatte.
Am 22. August 1914 wurde das erste britische Flugzeug von Gewehrfeuer getroffen, worauf es über belgischem Gebiet abstürzte. Manfred von Richthofen fiel Maschinengewehrfeuer vom Boden zum Opfer.
In den deutschen Städten sollten spezielle Posten Meldungen an zentrale Flugwachen abgeben, die dann über Maßnahmen wie Fliegeralarm oder Sperrfeuer entschieden. Daneben wurde der passive Luftschutz intensiviert, der von Aufklärung der Bevölkerung bis zu Signalen durch Kirchenglocken, Böllerschüsse oder Dampf- und Motorsirenen reichte.

### Marineflieger

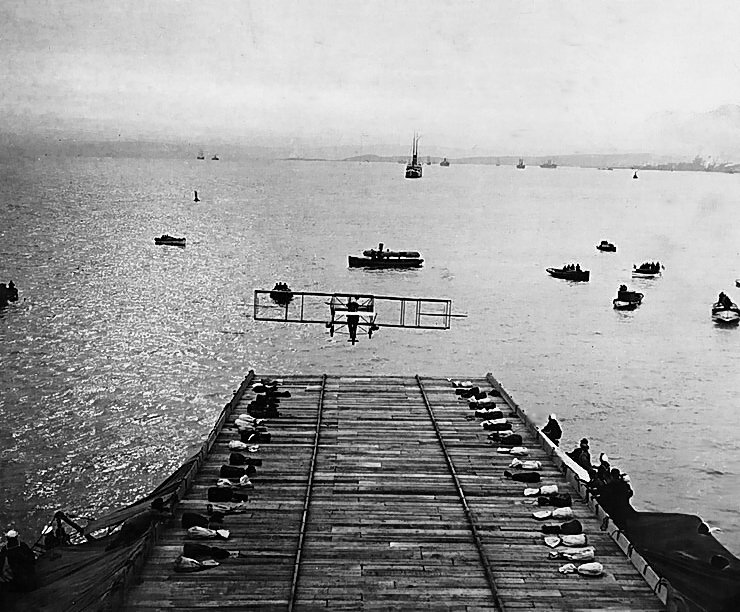
Eugene B. Ely kurz vor der Landung auf der USS Pennsylvania

Die Briten gingen während des Ersten Weltkrieges bereits früh dazu über, mehrere Kriegsschiffe zu Wasserflugzeugträgern umzubauen. Diese waren aber lediglich für Wasserflugzeuge geeignet, die vom Deck starteten und nach beendetem Einsatz in der Nähe des Tenders landeten. Spezielle Kräne hoben sie dann an Bord. Die Ark Royal (II) gilt weithin als der erste Flugzeugträger, war jedoch lediglich mit Wasserflugzeugen ausgestattet und nahm an der Dardanellenschlacht teil.
Von der Furious, einem umgebauten britischen Kreuzer, startete am 19. Juli 1918 ein Angriff auf die Zeppelinhallen in Tondern.
1910 wurde auch in Österreich-Ungarn mit der Ausbildung von Marinefliegern begonnen. 1911 wurde im Kriegshafen Pula die erste Seeflugstation errichtet. Ende 1915 verfügten die k. u. k. Seeflugstreitkräfte über 65 kampftaugliche Seeflugzeuge. Aufgrund der stetig steigenden Anzahl italienischer Bombenangriffe wurde alsbald auch der Einsatz von Jagdflugzeugen geplant. Nach dem Bau eines eigenen Prototyps fiel die Entscheidung für den Ankauf deutscher Fokker-Jagdflugzeuge. Linienschiffsleutnant Gottfried von Banfield (der „Adler von Triest“) errang am 31. Mai 1917 den ersten Luftsieg bei Nacht in der Luftkriegsgeschichte. Um 22:30 Uhr zwang er mit seinem Lohner-Flugboot ein italienisches Seeflugboot in der Nähe von Schloss Miramare zur Landung.
Obwohl bereits 1910 in den USA der erste Start von einem Schiff und 1911 die erste Landung auf der USS Pennsylvania gelang, konnte erst 1918 mit der HMS Argus, einem umgebauten Passagierschiff, der erste für Start und Landung geeignete Flugzeugträger fertiggestellt werden. Dieser kam für einen Kriegseinsatz im Ersten Weltkrieg zu spät.

### Romantisches Heldenbild

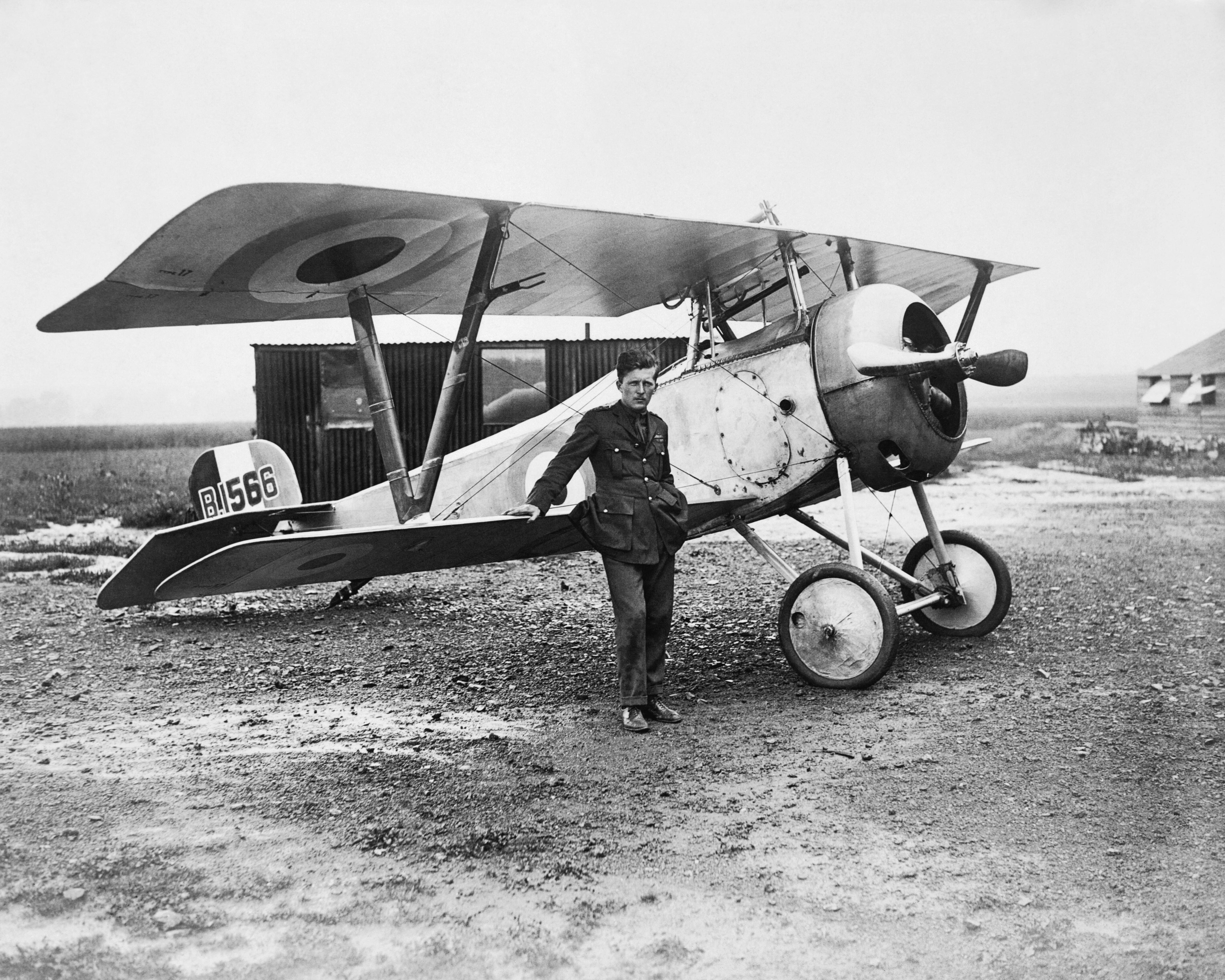
Lieutenant-Colonel W. A. 'Billy' Bishop, 60. Schwadron des Royal Flying Corps, vor seiner Nieuport 17 Scout

Im Ersten Weltkrieg prägten französische Zeitungen den Begriff as d’aviation (Fliegerass) für Piloten mit mindestens fünf Abschüssen gegnerischer Maschinen. Das erste Fliegerass war Adolphe Pégoud, die drei führenden „Asse“ des Ersten Weltkrieges waren Manfred von Richthofen (Deutschland), René Fonck (Frankreich) und Billy Bishop (Großbritannien). Zeitungen (später auch Filme) schufen ein romantisches Bild von Fliegerassen als „modernen Rittern der Lüfte“.

### Beteiligte Luftstreitkräfte
- Aviation Militaire (belgische Fliegertruppe)
- Royal Flying Corps/RFC (Britische Fliegertruppe, bis 1917)
- Royal Naval Air Service/RNAS (Britische Marinefliegertruppe, bis 1918)
- Royal Air Force/RAF (Britische Fliegertruppe, ab 1918)
- Deutsche Luftstreitkräfte
- Aéronautique Militaire (Französische Fliegertruppe)
- Corpo Aeronautico Militare (Italienische Fliegertruppe)
- k.u.k. Luftfahrtruppen (Österreichisch-Ungarische Fliegertruppe)
- Osmanlı Hava Kuvvetler (Osmanische Fliegertruppe)
- Императорский военно-воздушный флотъ (Russische Fliegertruppe)
- Air Service of the US Army (US-Fliegertruppe)

### Die Flugzeugproduktion der kriegführenden Mächte des Ersten Weltkrieges
| Land                   | 1914  | 1915  | 1916  | 1917   | 1918   | Gesamtproduktion |
| ---------------------- | ----- | ----- | ----- | ------ | ------ | ---------------- |
| Deutsches Reich        | 1.348 | 4.532 | 8.182 | 19.746 | 14.123 | 47.931           |
| Österreich-Ungarn      | 70    | 238   | 931   | 1.714  | 2.438  | 5.391            |
| Vereinigtes Königreich | 245   | 1.933 | 6.099 | 14.748 | 32.036 | 55.061           |
| Frankreich             | 541   | 4.489 | 7.549 | 14.915 | 24.652 | 52.146           |
| Vereinigte Staaten     | –     | –     | 83    | 1.807  | 11.950 | 13.840           |
| Königreich Italien     | –     | 382   | 1.255 | 3.871  | 6.532  | 12.031           |
| Russisches Reich       | 535   | 1.305 | 1.870 | 1.897  | –      | 5.607            |

## Zwischenkriegszeit
Die von 1914 bis 1918 entwickelte Luftkampftaktik bildete den Grundstein der kommenden Luftkriegsführung. Die Strategie des Luftkrieges wurde von Theoretikern wie Billy Mitchell und Giulio Douhet neu überdacht und sah die Durchführung uneingeschränkter Bombenangriffe als Mittel, den Krieg schnell und ohne die im Ersten Weltkrieg erfahrenen schweren Verluste bei den eigenen Truppen zu entscheiden. Die Luftwaffen mehrerer Großmächte, darunter die USA, Großbritannien und Deutschland, legten dem Aufbau ihrer Luftflotte solche Überlegungen zugrunde.
In Marokko ging Spanien nach mehreren Niederlagen 1923 zum völkerrechtlich geächteten Chemiewaffeneinsatz im Rifkrieg aus der Luft über, um weite Landstriche unbewohnbar zu machen. Dabei unterstützte die deutsche Reichswehr über den Chemiewaffenspezialisten Hugo Stoltzenberg den spanischen Chemiewaffeneinsatz logistisch und konzeptionell, um von den spanischen Erfahrungen profitieren zu können, da für Deutschland nach dem Versailler Vertrag ein Chemiewaffenverbot galt.

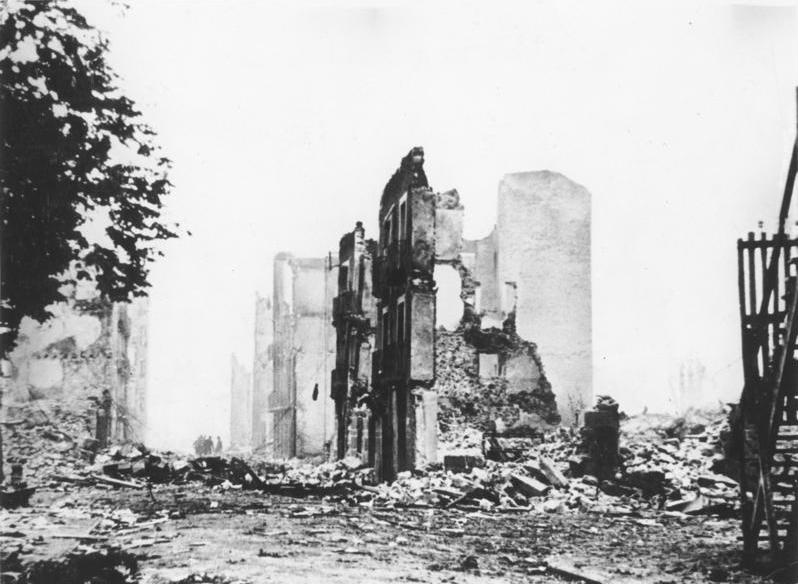
Das von der Legion Condor zerstörte Guernica, 1937

Die Industriestaaten förderten technische Entwicklungen, und die Durchführung von internationalen Wettbewerben wie die Schneider-Trophy führte zu einer technologischen Kopf-an-Kopf-Situation der ehemaligen Weltkriegsgegner.
Die wesentlichen Errungenschaften waren flüssigkeitsgekühlte Reihenmotoren, Strahltriebwerke, Raketenantriebe, Radar, Einziehfahrwerke, die Ganzmetallbauweise, der Bordfunk sowie Pilotenakademien.
Zwischen den Weltkriegen wurden Flugzeuge vor allem in den Kolonien eingesetzt. So warfen die Italiener im Italienisch-Äthiopischen Krieg von 1935 Giftgasgranaten von Flugzeugen auf äthiopische Zivilisten.
Den Spanischen Bürgerkrieg nutzten die Sowjetunion, Deutschland und Italien, um ihre Flugzeuge und Truppen zu erproben. Besonders Deutschland nutzte den Krieg, um den Piloten Kampferfahrung zukommen zu lassen, und stellte mit der Legion Condor eine Einheit auf, in der durch ein Rotationsverfahren bis zum Ende des Krieges etwa 20.000 deutsche Soldaten kämpften. Dabei wurde die Zivilbevölkerung massiv bombardiert. Die Stadt Guernica wurde von deutschen Bombern zerstört, was der erste Verstoß der deutschen Luftwaffe gegen das Kriegsvölkerrecht war.

## Zweiter Weltkrieg

### Europa

#### Deutsche Luftangriffe

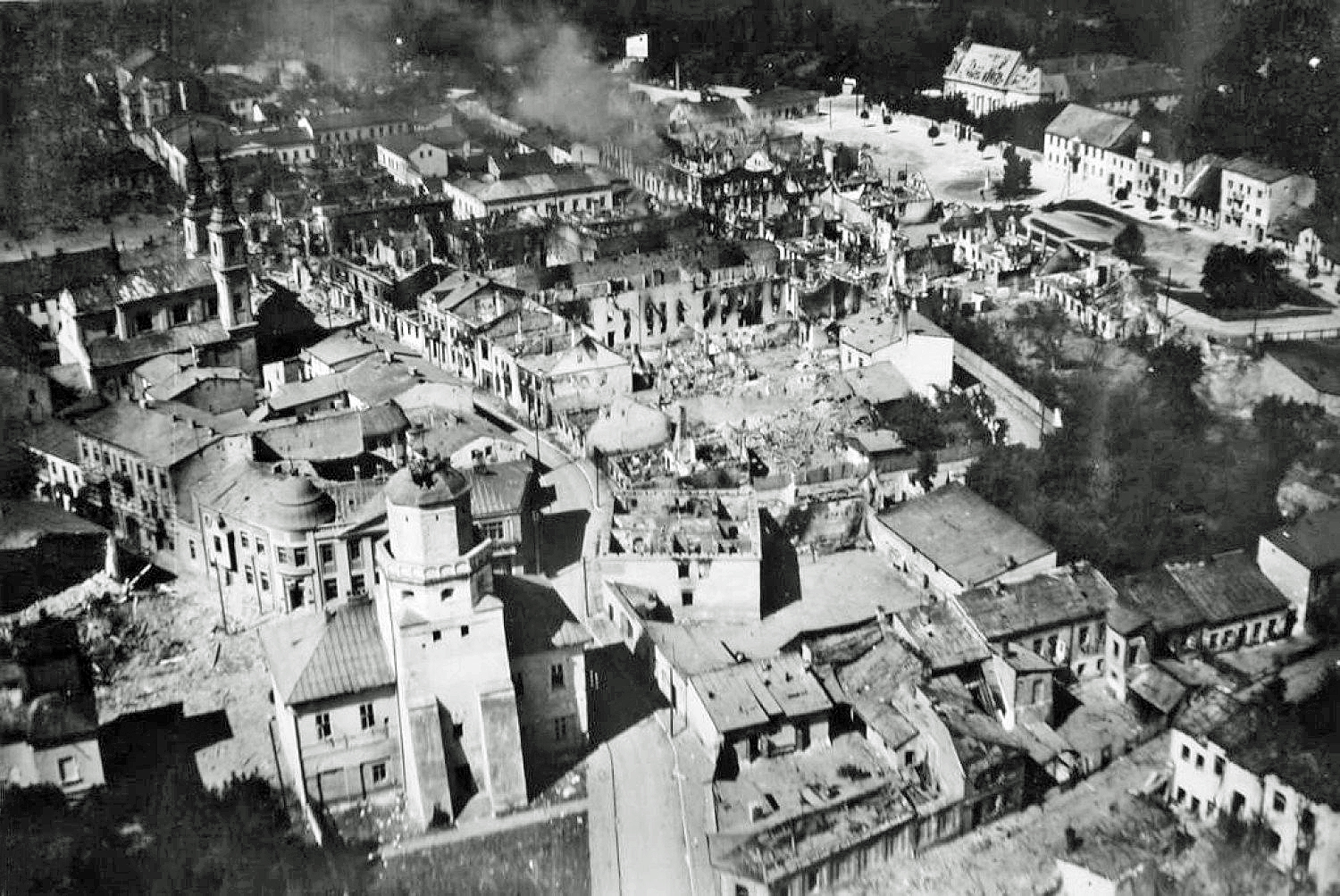
Wieluń (Polen) nach dem Luftangriff vom 1. September 1939

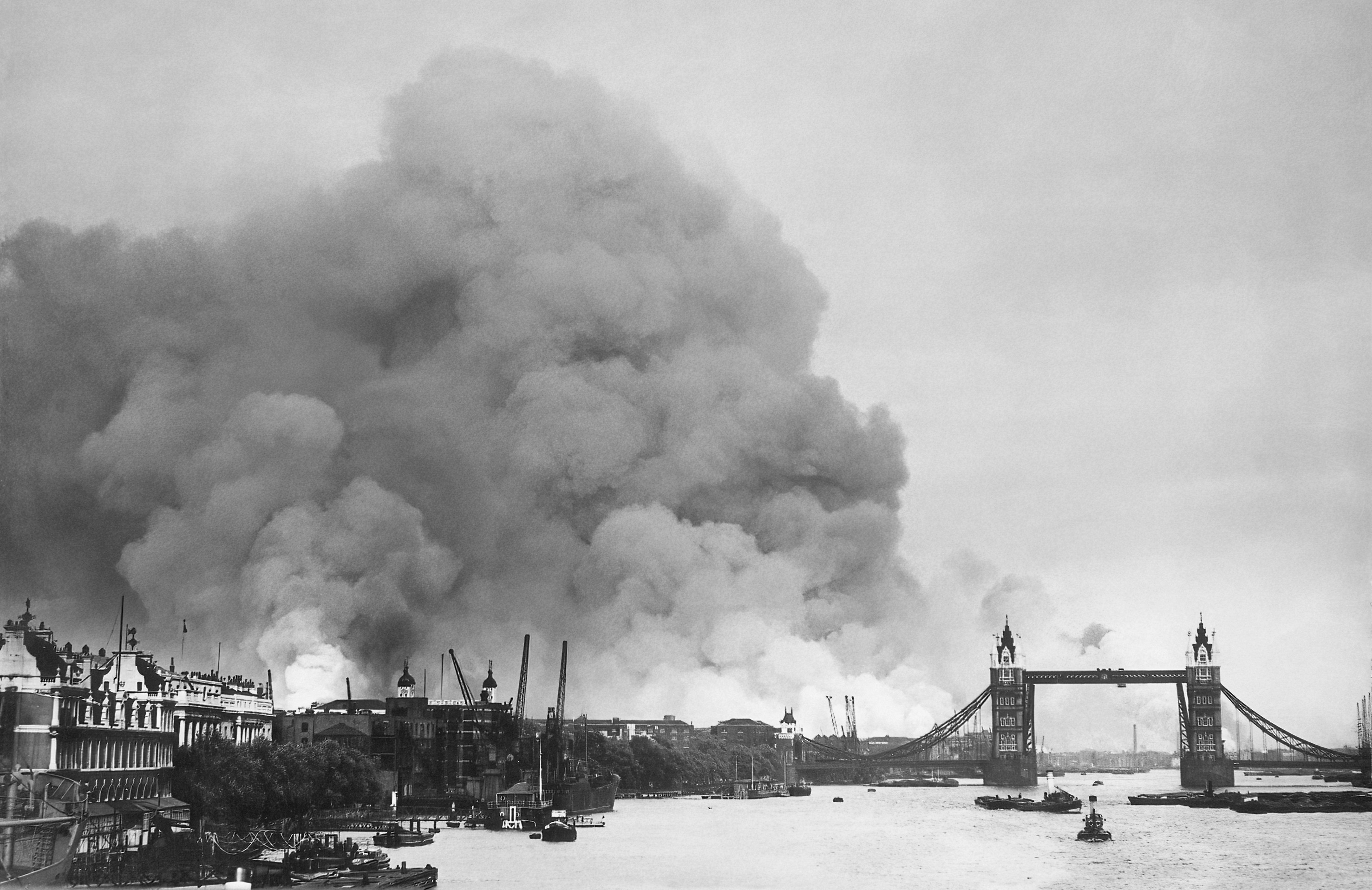
The Blitz – das brennende London am 7. September 1940

Als der Zweite Weltkrieg begann, war es ein vorrangiges Ziel der deutschen Luftwaffe, über Polen die Luftüberlegenheit zu erlangen, um die eigenen Truppen in ihrem Blitzkrieg-Feldzug zu unterstützen. Die Piloten nutzten dabei Erfahrungen der Legion Condor aus dem Spanischen Bürgerkrieg.
Am Überfall auf Polen waren zwei deutsche Luftflotten beteiligt. Der erste Abschuss im Zweiten Weltkrieg gelang einem Flieger des Sturzkampfgeschwaders 2 „Immelmann“. Am Morgen des 1. Septembers flog die deutsche Luftwaffe einen Luftangriff auf Wieluń, bei dem die militärisch unbedeutende Kleinstadt großteils zerstört wurde. Laut Horst Boog, dem ehemaligen Leiter des Militärgeschichtlichen Forschungsamtes der deutschen Bundeswehr in Freiburg, war der Angriff ein taktischer Angriff auf die polnische 28. Division und eine Kavalleriebrigade, die in Wielun von einem Aufklärer am Vorabend des Angriffs entdeckt worden waren. Eine andere Meinung vertritt der Historiker Jochen Böhler. Nach seiner und anderer Ansicht soll die deutsche Luftwaffe zahlreiche polnische Orte nur deshalb dem Erdboden gleichgemacht haben, um die Schlagkraft ihrer schon 1933 angedachten Bombardements zu testen.
In den nachfolgenden Tagen konnten die Deutschen die Luftherrschaft erlangen. Die Propaganda meldete sogar die totale Vernichtung der polnischen Luftwaffe, obwohl diese durchaus noch einsatzfähig war. Allerdings waren die meisten ihrer Flugzeuge hoffnungslos veraltet. Viele der polnischen Bomber, wie die Karás-Maschinen, waren nicht in der Lage, die deutschen Panzerverbände wirkungsvoll zu bekämpfen. Nur einige wenige moderne Flugzeuge, wie die Bomber vom Typ PZL.37 Łoś, konnten in einem begrenzten Umfeld Panzerkolonnen zielsicher bombardieren. Die Verluste auf polnischer Seite waren dabei ausgesprochen hoch, da nicht genügend Jagdschutz bereitgestellt werden konnte.
Heinz Guderian schrieb nach dem Kriegsende in seiner Autobiografie, das Oberkommando der Wehrmacht (OKW) habe sich entschlossen, die in der polnischen Hauptstadt Warschau eingeschlossenen über 200 000 Mann zählenden polnischen Militäreinheiten mit einem „Wirkungsfeuer“ zur Kapitulation zu zwingen, um einen verlustreichen Häuserkampf in einer Großstadt zu vermeiden. Neben massivem Beschuss durch die Artillerie seien auch Sturzkampfbomber (Stuka) zur Bekämpfung „taktischer Punktziele“ eingesetzt worden. Aufgrund der Angriffe und der zu diesem Zeitpunkt militärisch aussichtslos gewordenen Lage hätten die polnischen Verbände am 28. September 1939 kapituliert. In diesen ersten Kriegswochen habe Warschau schon etwa zehn Prozent seiner Bausubstanz eingebüßt. Durch Bombardierung und Beschuss wurde laut Historiker Vogel das administrative und logistische Zentrum Polens zerstört.

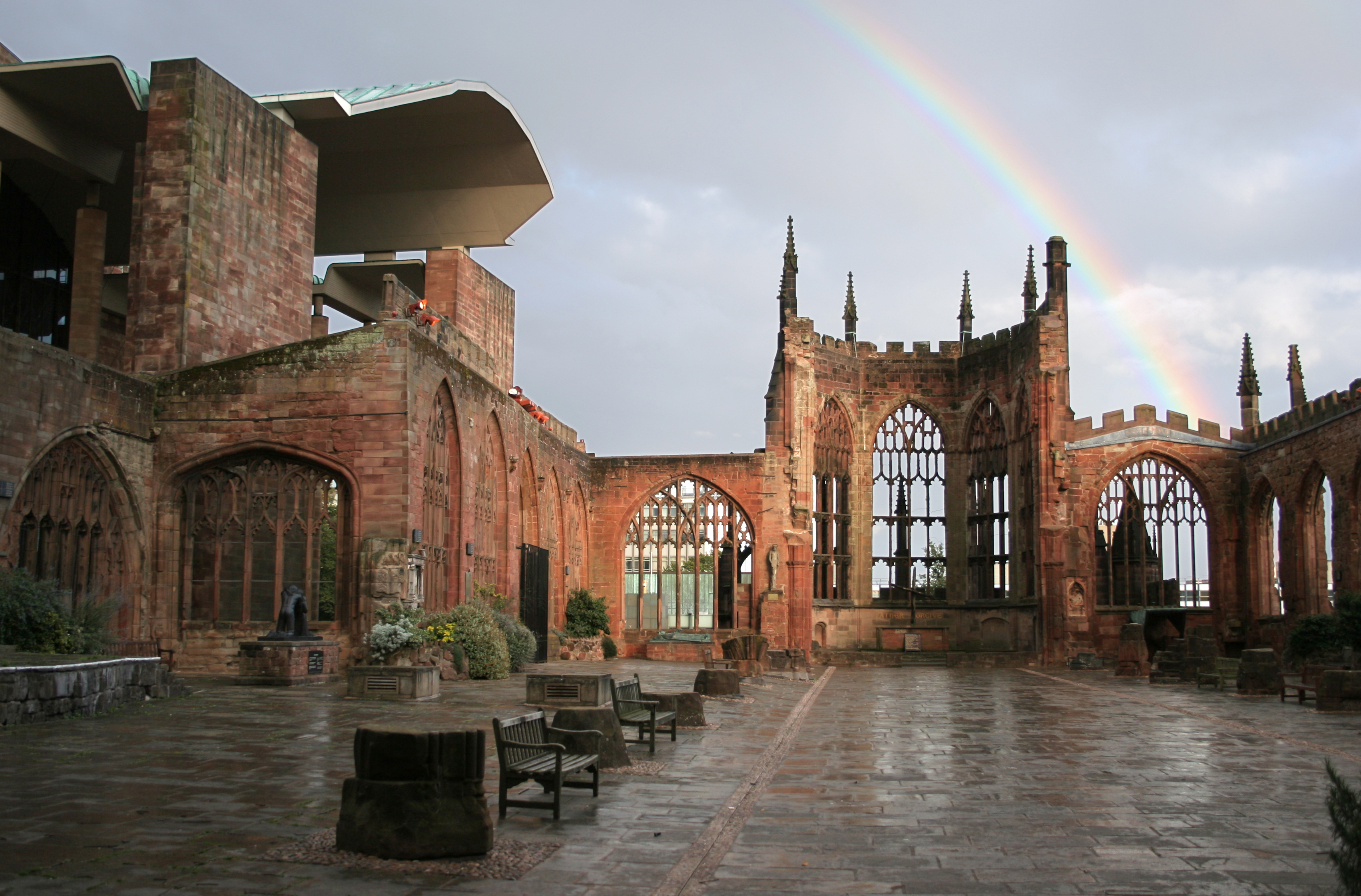
Ruine der Coventry Cathedral, 2006

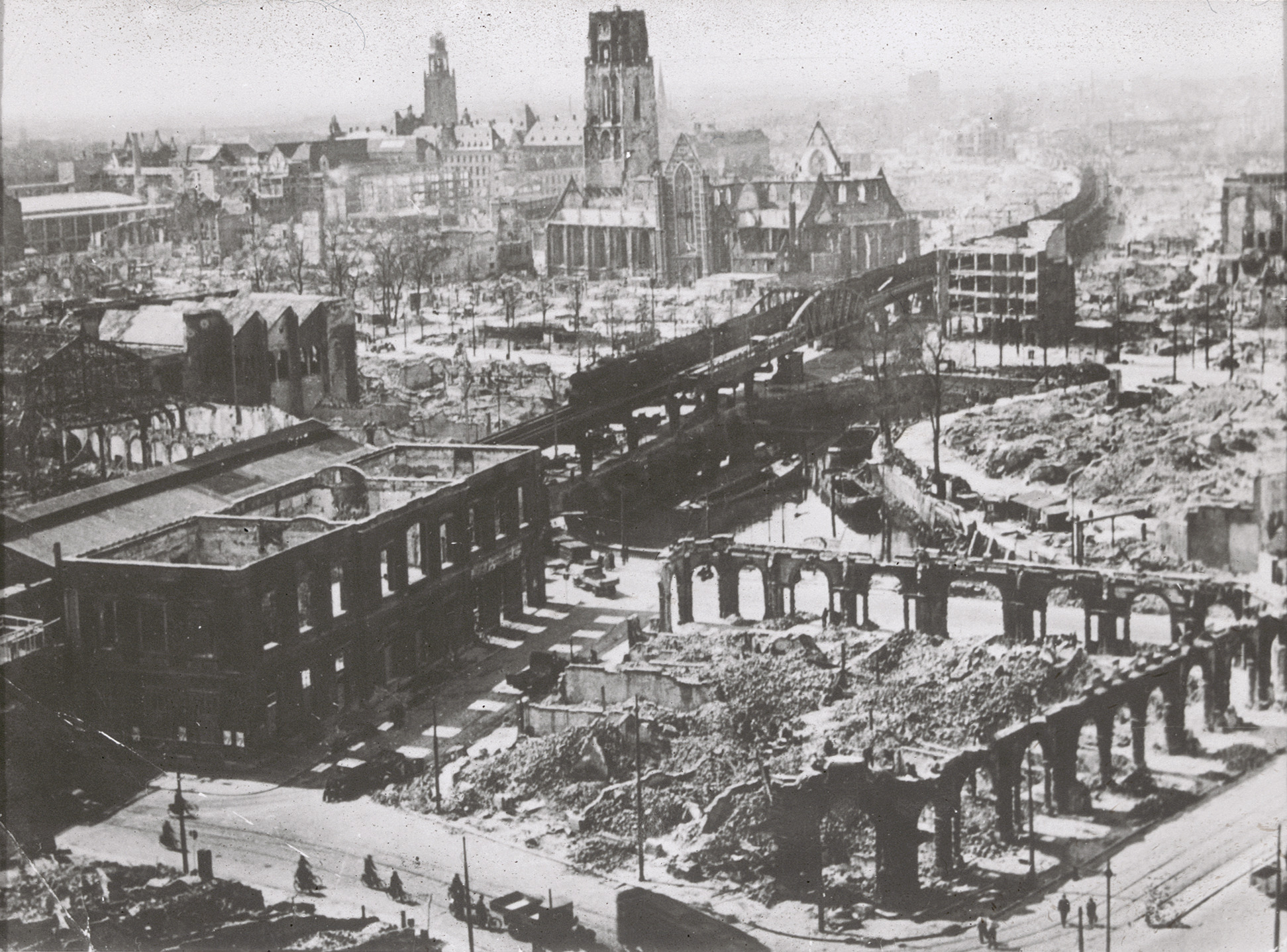
Rotterdams Innenstadt nach dem Luftangriff

Während des Westfeldzuges benutzten die Deutschen die Blitzkrieg-Taktik, also die Kombination von Luft- und Landstreitkräften, und schafften es so, Frankreich zu besiegen. Die Niederlande kapitulierten bereits nach vier Tagen, nachdem die Innenstadt von Rotterdam durch einen deutschen Luftangriff zerstört worden war. Durch diesen Luftangriff starben etwa 800 Menschen, 80.000 Rotterdamer wurden obdachlos.
Im Rahmen eines auf Dijon geplanten Bombardements durch das Kampfgeschwaders 51 wurden 67 Bomben vermeintlich auf Colmar, tatsächlich aber auf Freiburg im Breisgau abgeworfen. Es starben 57 Einwohner. Diese Bombardierung benutzte Adolf Hitler als Beleg, der britische Premierminister Winston Churchill hätte mit der Bombardierung Freiburgs die Terrorangriffe gegen die Zivilbevölkerung begonnen.
Nach der Niederlage Frankreichs sollte Großbritannien durch eine großangelegte Invasion erobert oder von der Luftwaffe in die Knie gezwungen werden. Die darauf folgende Luftschlacht um England führte jedoch zu einer Niederlage der Luftwaffe, obwohl diese der Royal Air Force zahlenmäßig überlegen war.
Es gab allein in London über 20.000 Tote (The Blitz). Die Zerstörungen der Bausubstanz waren enorm; allein im Londoner Stadtzentrum waren Tausende Gebäude betroffen. Am 15. August 1940 flog die Luftwaffe 1786 Einsätze gegen England. Von November 1940 an wurden die Angriffe auch auf andere Städte – vor allem Industriezentren – ausgeweitet: auf Birmingham, Coventry, Manchester, Sheffield und 1941 auch auf Clydebank, Liverpool und Plymouth. In der Nacht vom 29. auf den 30. Dezember 1940 führte einer der verheerendsten Angriffe auf die Londoner City zu einem Feuersturm, der als der „zweite große Brand von London“ bezeichnet wurde, in Anspielung auf den großen Brand von London im Jahre 1666.
Ab dem Überfall auf die Sowjetunion im Juni 1941 wurden die Luftangriffe auf England erheblich seltener.
Am 6. und 7. April 1941 bombardierten 484 (nach anderen Quellen 611) deutsche Kampf- und Jagdflugzeuge unter dem Codenamen Unternehmen „Strafgericht“ das unverteidigte Belgrad. Die Zivilbevölkerung sollte in der ersten Welle getroffen werden; die zweite Welle sollte militärische Anlagen und Verwaltungszentren treffen. Eine unbekannte Anzahl von Menschen starb. Die Angaben reichen von 1500 bis zu 30.000 Toten. Außerdem wurde die historische Innenstadt mit dem Regierungsviertel weitgehend zerstört. Die Zerstörung des administrativen Zentrums Jugoslawiens war der Auftakt zur folgenden Besetzung des Landes.
Nachdem die Luftwaffe später, im Laufe des Unternehmens Barbarossa, meistens die Luftüberlegenheit hatte, musste sie bei massierten Luftangriffen auf Moskau wieder eine Niederlage hinnehmen. Das Ziel, die Stadt oder zumindest wichtige Versorgungsknotenpunkte wie Kraft- und Wasserwerke zu zerstören, wurde nur in geringem Umfang erreicht. Als folgenschwere Fehleinschätzung muss auch Hermann Görings Ankündigung gelten, bei der Schlacht um Stalingrad eine eingekesselte Armee über den Winter aus der Luft versorgen zu können, nachdem die Stadt bei der Offensive mit 600 Flugzeugen angegriffen worden war.
In der Nacht vom 26. auf den 27. August 1944 warfen 50 deutsche Kampfflieger Bomben auf Paris. Das war nach der Kapitulation des deutschen Wehrmachtbefehlshabers von Groß-Paris, General Dietrich von Choltitz, am 25. August 1944, 14:45 Uhr (an Oberst Henri Rol-Tanguy, den Führer der Pariser Résistance/FFI). Durch den Bombenangriff wurden 213 Menschen getötet und 914 verwundet. Knapp 593 Gebäude wurden beschädigt oder zerstört.

#### Bombenangriffe auf Deutschland

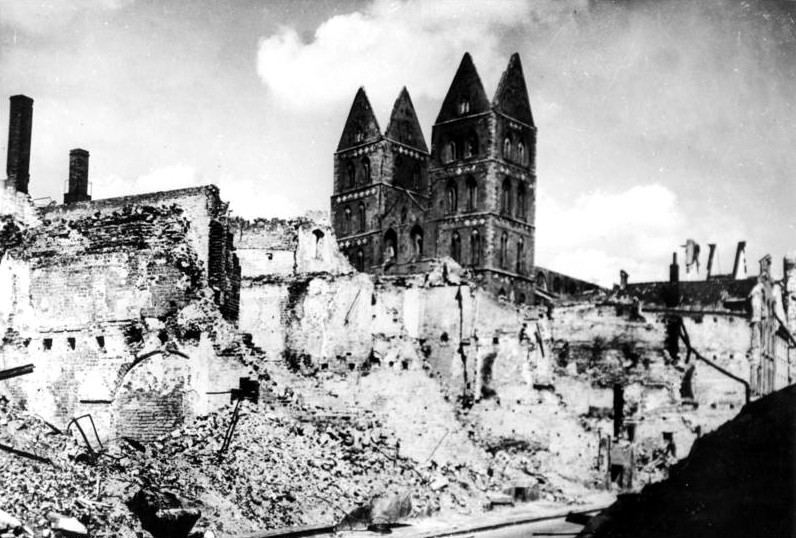
Ruinen des Kaufmannsviertels westlich der Lübecker Marienkirche

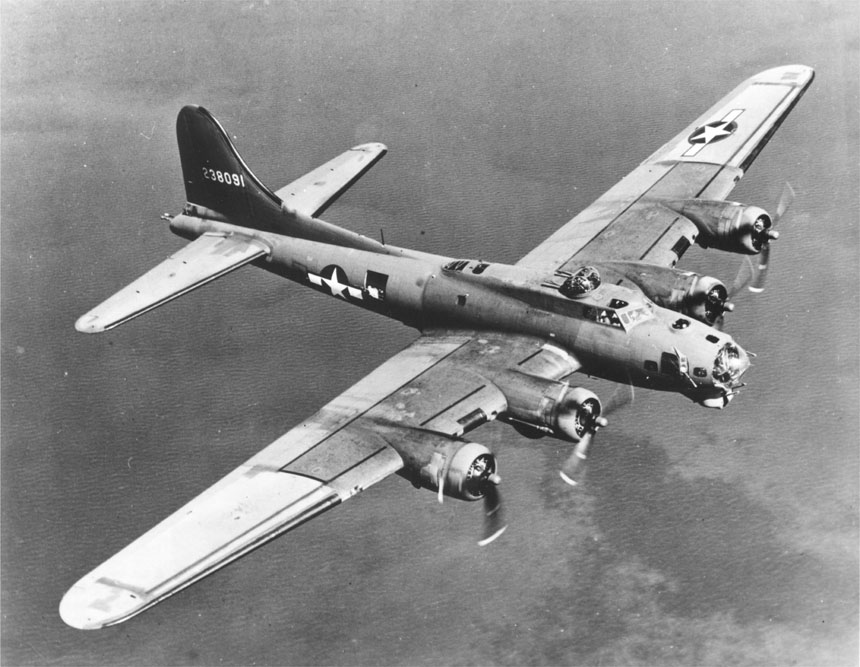
Boeing B-17 der USAAF

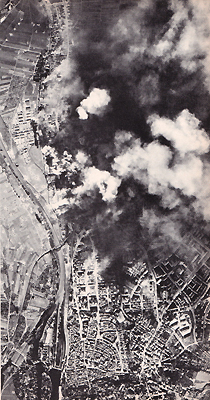
Amerikanischer Luftangriff auf das Schweinfurter Industriegebiet 1943

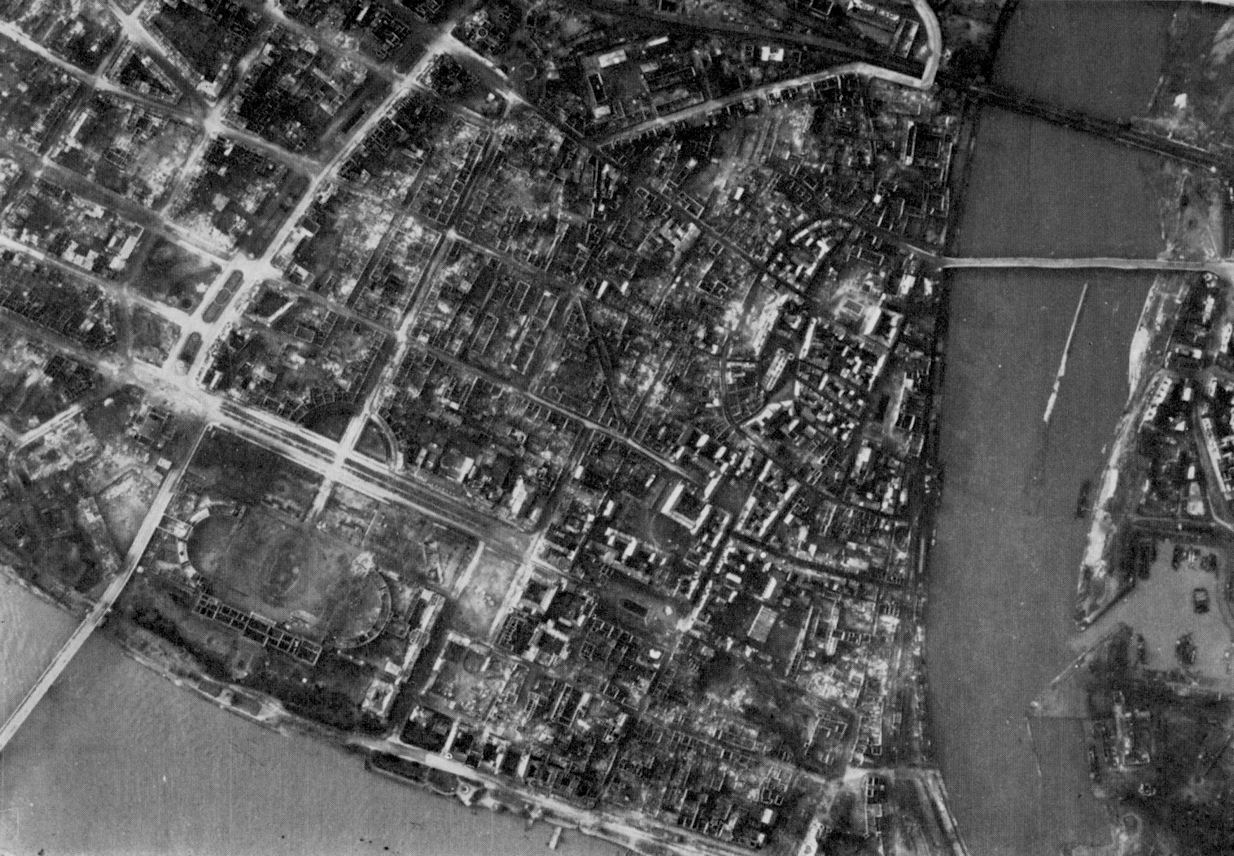
Britisches Luftbild nach dem Luftangriff auf Koblenz vom 6. November 1944

Nachdem am 10. Mai 1940 die Wehrmacht den Westfeldzug begonnen hatte, flog die Royal Air Force mit 35 Bombern in der Nacht auf den 12. Mai 1940 einen Angriff auf München-Gladbach (heute Mönchengladbach). Später flog sie wiederholt kleinere Angriffe auf deutsche Städte, darunter acht auf Berlin. Die deutsche Luftwaffe griff zunächst am 7. September 1940 London an (The Blitz), gefolgt von der „Operation Mondscheinsonate“, dem Angriff auf Coventry am 14./15. November 1940. Da militärische Aktionen auf dem europäischen Festland für die Briten nach der Besetzung Frankreichs durch deutsche Truppen nicht mehr möglich waren, waren Luftangriffe die einzige Möglichkeit, das Deutsche Reich zu treffen.
Eine besondere Form des passiven Luftschutzes war der Bau von Scheinanlagen. Im Zweiten Weltkrieg wurde z. B. etwa ein Drittel des 1,5 Quadratkilometer großen bebauten Werksgeländes der Kruppschen Gussstahlfabrik, hauptsächlich Anlagen im äußeren Bereich, völlig zerstört, ein weiteres Drittel teilweise. Zur Abwendung und Täuschung alliierter Luftangriffe wurde ab 1941 auf dem Rottberg bei Velbert eine Attrappe der Gussstahlfabrik geschaffen, die sogenannte Kruppsche Nachtscheinanlage. Sie lenkte anfangs einige Angriffe auf sich, war ab 1943 aber wirkungslos, weil die Piloten, unter anderem durch die Einführung des Radars, auch bei Nacht und im Blindflug, navigieren konnten. Beim ersten Angriff auf die eigentliche Gussstahlfabrik im März 1943 warfen die Alliierten 30.000 Bomben ab, wobei auch Zivilisten in umliegenden Wohnsiedlungen ausgebombt wurden.
Nachdem durch den Butt Report im August 1941 bekannt geworden war, dass die taktischen Ziele schlecht getroffen worden waren, wurde erwogen, Flächenangriffe auf deutsche Städte zu fliegen. Die nach dem Kriegsvölkerrecht zu schonende Zivilbevölkerung sollte mit getroffen werden, um deren Moral zu brechen (morale bombing) und den Widerstand gegen das NS-Regime zu stärken. Dies entsprach dem Entschluss der Kriegsregierung Churchill, die nach Vorlage des dehousing memorandum von Frederick Lindemann entschieden hatte, den Luftkrieg auf zivile Ziele auszudehnen. Das britische Luftfahrtministerium (Air Ministry) gab als neues Leitmotiv am 14. Februar 1942 die Area Bombing Directive heraus. Ähnliches hatte Hitler schon am 2. August 1940 mit der Weisung Nr. 17 versucht.
Präzise Tagesangriffe waren wegen der deutschen Flugabwehr zu Beginn des Krieges noch sehr verlustreich; deshalb flog das RAF Bomber Command die Flächenangriffe gegen deutsche Städte nachts. Dabei wurden zu einem hohen Prozentsatz brandsetzende Bomben abgeworfen, die in den Wohnvierteln der getroffenen Städte verheerende Schäden (teils Feuerstürme) verursachten. Derartige Brandbomben – wie beispielsweise die Elektron-Thermitstab-Brandbombe – waren schon lange vor dem Krieg konstruiert und getestet worden.
Nachdem Arthur Harris im Februar 1942 zum Oberbefehlshaber des britischen Bomberkommandos ernannt worden war, entwickelte er den Plan zu einem Tausend-Bomber-Angriff. Dieser sollte die Wirkung im Ziel maximieren und durch Überlastung der deutschen Flak und Nachtjäger die britische Verlustrate verringern.
In der Nacht vom 30. auf den 31. Mai 1942 flog die RAF mit 1047 Maschinen und 1455 Tonnen Bombenlast den ersten Tausend-Bomber-Angriff, die „Operation Millennium“ auf Köln; dort wurden in 90 Minuten über 3300 Häuser vollständig zerstört und 474 Menschen getötet. Die RAF verlor 41 Maschinen und damit prozentual deutlich weniger als bei vorherigen Angriffen. 602 der Flugzeuge waren zweimotorige Vickers Wellington. Neben den ebenfalls zweimotorigen Hampden, Manchester und Whitley wurden gegen Köln auch insgesamt 292 viermotorige Halifax, Stirling und Lancaster eingesetzt.
Zuvor hatte der Luftangriff auf Lübeck am 29. März 1942 dort große Zerstörungen verursacht. Bei diesem Angriff wurde erstmals die Taktik des Flächenbombardements erprobt.

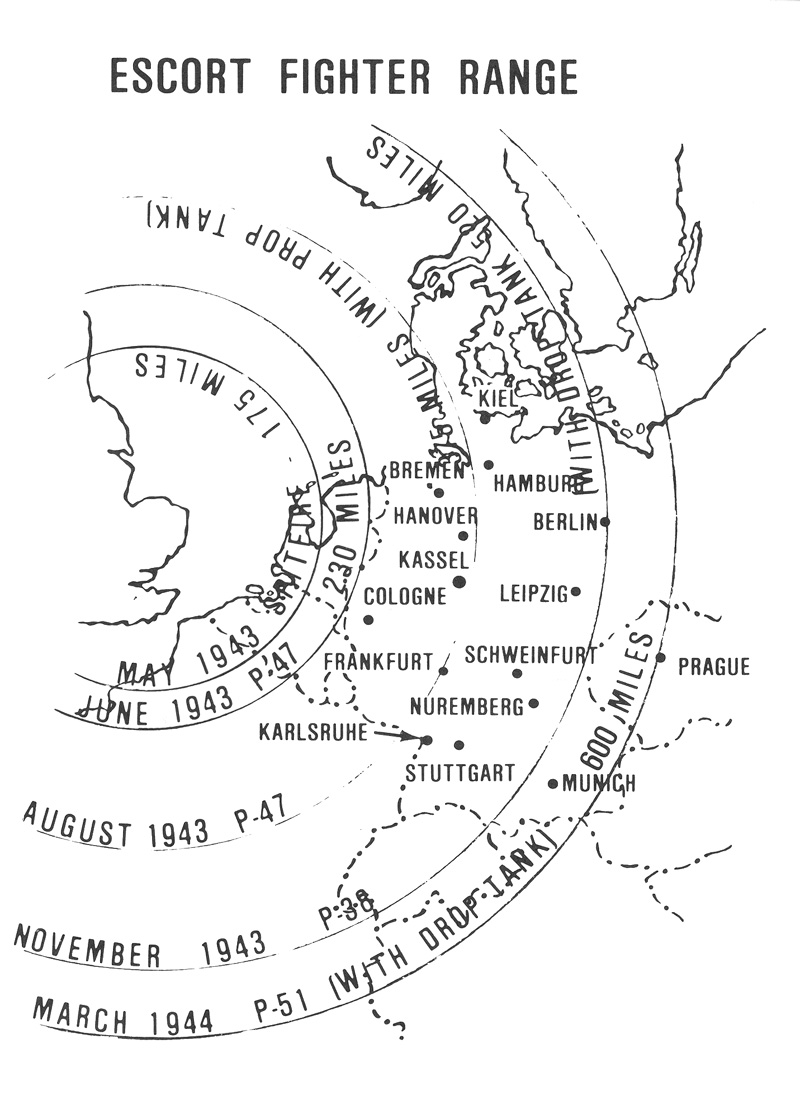
Reichweitenerhöhung der alliierten Begleitjäger

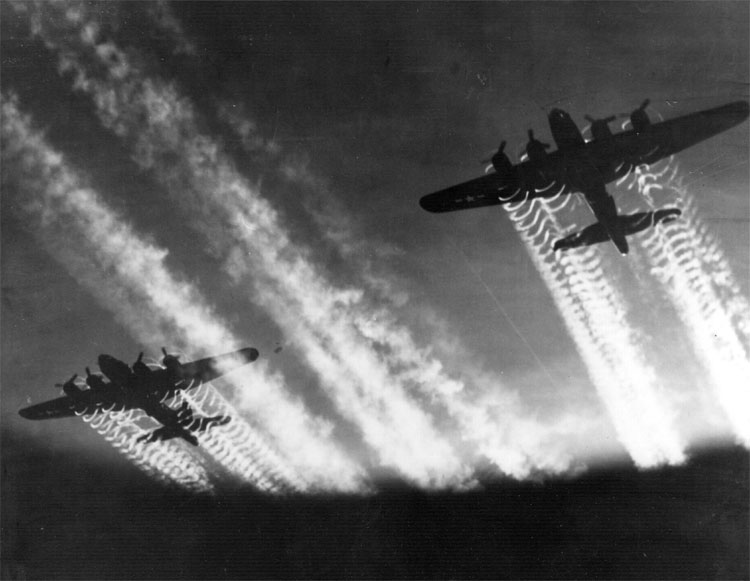
B-17-Bomber über Europa

Im August 1942 traten auch die United States Army Air Forces (USAAF) in den Luftkrieg über Europa ein. Sie flogen am Tag auf Sicht Präzisionsangriffe auf Ziele in Nordfrankreich. Bei Angriffen über Frankreich wurden bei geschlossener Wolkendecke über dem Zielgebiet keine Sekundärziele angegriffen, sondern die Bombenlast wurde zur Heimbasis zurückgenommen, dies im Unterschied zu Angriffen auf Reichsgebiet. Als sie 1943 dazu übergingen, Ziele im Deutschen Reich anzugreifen, erlitten sie mangels Begleitschutz schwere Verluste durch die Jagdabwehr der Luftwaffe. Insbesondere bei den Angriffen auf Essen sowie Regensburg und Schweinfurt (1943) gab es große Verluste (siehe auch Operation Double Strike, Luftangriffe auf das Ruhrgebiet).
Die am 18. September 1942 erlassene Luftschutzraum-Ordnung verbot Zwangs- und „Ostarbeitern“ sowie Kriegsgefangenen, die im Reich meist als Hilfskräfte eingesetzt wurden, den Zugang zu den Luftschutzbunkern. Dies führte zu einer überproportional großen Zahl von Luftkriegstoten unter diesen Menschen, und die Reichsregierung, speziell das Rüstungsministerium, bemühte sich aus wirtschaftlichen Gründen, die Städte von dieser radikalen Praxis abzubringen. In Städten wie Berlin oder Frankfurt/Main war auch Juden der Zugang zu den Luftschutzbunkern verboten.
Auf der Konferenz von Casablanca im Januar 1943 wurde die sehr allgemein gehaltene Casablanca-Direktive vereinbart. Trotz Vorbehalten seitens Winston Churchills wurde ein gemeinsames Vorgehen britischer und amerikanischer strategischer Bomber (Combined Bomber Offensive) gegen das Deutsche Reich vereinbart. Dabei wollten die Amerikaner Präzisionsangriffe bei Tag fliegen und die Briten ihre Angriffe bei Nacht intensivieren. Luftangriffe sollten so ‚rund um die Uhr‘ stattfinden. Dies gilt als politische Grundlage der Vorgehensweise bis zum Kriegsende.
Vom 25. Juli bis 3. August 1943 flogen Verbände der RAF und der 8th Air Force eine Serie von Luftangriffen (fünf bei Tag und zwei bei Nacht) auf Hamburg, die unter ihrem militärischen Codenamen „Operation Gomorrha“ bekannt wurden. Es waren die bis dahin schwersten Angriffe in der Geschichte des Luftkrieges. Beim fünften dieser Angriffe entstand ein Feuersturm; etwa 30.000 Menschen starben, fünf Stadtteile wurden stark beschädigt und drei zerstört.
Beim Angriff am 25. Juli 1943 warfen britische Bomber zum ersten Mal Stanniol-Streifen ab, um die deutschen „Würzburg“-Funkmessgeräte zu stören. Die Reflexionen der abgeworfenen Düppel verhinderten die genaue Ortung der britischen Flugzeuge und machten damit wirksame Gegenmaßnahmen unmöglich. Die Täuschkörper waren 26,5 cm lang und entsprachen damit der halben Wellenlänge von 53 cm der deutschen Funkmessgeräte. Die verwendete Frequenz von 560 MHz (Dezimeterwellen) war bei der Untersuchung von Teilen eines „Würzburg“-Gerätes ermittelt worden, die im Februar 1942 bei dem britischen Kommandounternehmen Operation Biting in Nordfrankreich erbeutet wurden. Nur drei Prozent der britischen Flugzeuge wurden abgeschossen, sonst waren es oft mehr als zehn Prozent.
Durch eine wochenlange Hitzewelle und Trockenheit begünstigt, entstand beim zweiten britischen Großangriff auf Hamburg (739 Bomber in der Nacht vom 27. auf den 28. Juli 1943) ein Feuersturm. Etwa 30.000 Menschen starben.
Grundsätzlich bewirkten im Herbst 1943 strategische Angriffe der alliierten Bomber auf Standorte deutscher Rüstungsindustrie eine erhebliche Schwächung der deutschen Anstrengungen. Es gelangten genaue Lageskizzen von Stahlwerken, Panzer-, Waffen-, Kugellager- und insbesondere Flugzeugfabriken wie auch von V-Raketen-Produktionsanlagen über die Widerstandsgruppe rund um Kaplan Heinrich Maier an alliierte Generalstäbe, damit genaue Luftschläge auf Rüstungsbetriebe ermöglicht und insbesondere Wohngebiete geschont werden. Mit diesen Informationen konnten die Alliierten kriegsentscheidende Anlagen treffen. So kam es bei den Flugzeugwerken südlich von Wien zu einem signifikanten Fertigungseinbruch bei einmotorigen Jägern. In den Wiener Neustädter Flugzeugwerken sank nach dem Angriff vom 2. November 1943 die monatliche Produktionsrate von Messerschmitt Bf 109 von 213 Stück im Oktober auf 50 im November und 37 im Dezember 1943, während gleichzeitig die Alliierten ihre Flugzeugproduktion stark steigerten und leistungsstärkere Begleitjäger einführten. Amerikaner und Briten konnten so die deutsche Luftwaffe durch Abnutzung vernichten. Es gelang zwar, die deutsche Flugzeugproduktion durch Verlagerung der Fertigungsstätten zu steigern; die deutschen Jägerpiloten wurden aber durch das nun erdrückende nicht mehr aufzuholende alliierte Übergewicht zunehmend aufgerieben.
Im Februar 1944 starteten Amerikaner und Briten die „Big Week“ (deutsch: „Große Woche“), eine große Zahl alliierter Luftangriffe auf ausgewählte Ziele der deutschen Rüstungsindustrie. Zwischen dem 20. und dem 25. Februar 1944 wurden dafür etwa 6000 Bomber und 3670 Begleitjäger eingesetzt. Die Big Week war der Beginn des entscheidenden Abschnitts des alliierten strategischen Luftkrieges gegen Deutschland.
Im weiteren Verlauf des Jahres 1944 erlangten die Alliierten schließlich durch den verstärkten Einsatz von Langstrecken-Begleitjägern des Typs P-51 Mustang endgültig die Luftüberlegenheit. Außerdem konnten die Bomber nach der erfolgreichen Landung in der Normandie und der Landung in Südfrankreich in Frankreich starten, wodurch sie Ziele angreifen konnten, die vorher außerhalb ihrer Reichweite gewesen waren. 
Die deutsche (Rüstungs-)Industrie war in der Folge gezwungen, weitere Teile ihrer Produktion in Höhlen, Tunnel o. ä. zu verlagern. Dennoch konnte die Produktion von Kriegsgütern durch den Einsatz von Kriegsgefangenen, Zwangsarbeitern und KZ-Häftlingen teilweise sogar noch erhöht werden.
Die besonders intensiven Luftangriffe auf Dresden im Februar 1945 sowie die Luftangriffe auf Kassel, Braunschweig, Magdeburg, Würzburg, Darmstadt, Pforzheim, Hildesheim, Nordhausen, Nürnberg, Königsberg, Halberstadt und Swinemünde erlangten traurige Berühmtheit.
Kontroversen löste das im Jahr 2002 von Jörg Friedrich veröffentlichte Buch Der Brand (ISBN 3-549-07165-5) aus. Kritiker warfen ihm vor, es verzichte auf den historischen Kontext; die Angriffe der Alliierten auf die Zivilbevölkerung würden mit emotionalen Formulierungen als Kriegsverbrechen dargestellt. Auch wurde kritisiert, Friedrich bringe die militärischen Aktionen sprachlich in die Nähe der Verbrechen des NS-Regimes. Hans-Ulrich Wehler: „Die ‚Bomber Group 5‘ mutiert zur ‚Einsatzgruppe‘, Bombenopfer werden zu ‚Ausgerotteten‘, ihre Keller zu ‚Krematorien‘ erklärt. Das ist die unverhohlene sprachliche Gleichstellung mit dem Horror des Holocaust.“ Der Historiker Hans Mommsen hat in diesem Kontext darauf hingewiesen, dass der Terminus „Ausrottung“ von Churchill selbst gebraucht wurde. Friedrich selbst bestritt, begriffliche Parallelisierung beabsichtigt zu haben; nicht jedes Krematorium befinde sich in einem „Vernichtungslager wie in Auschwitz“

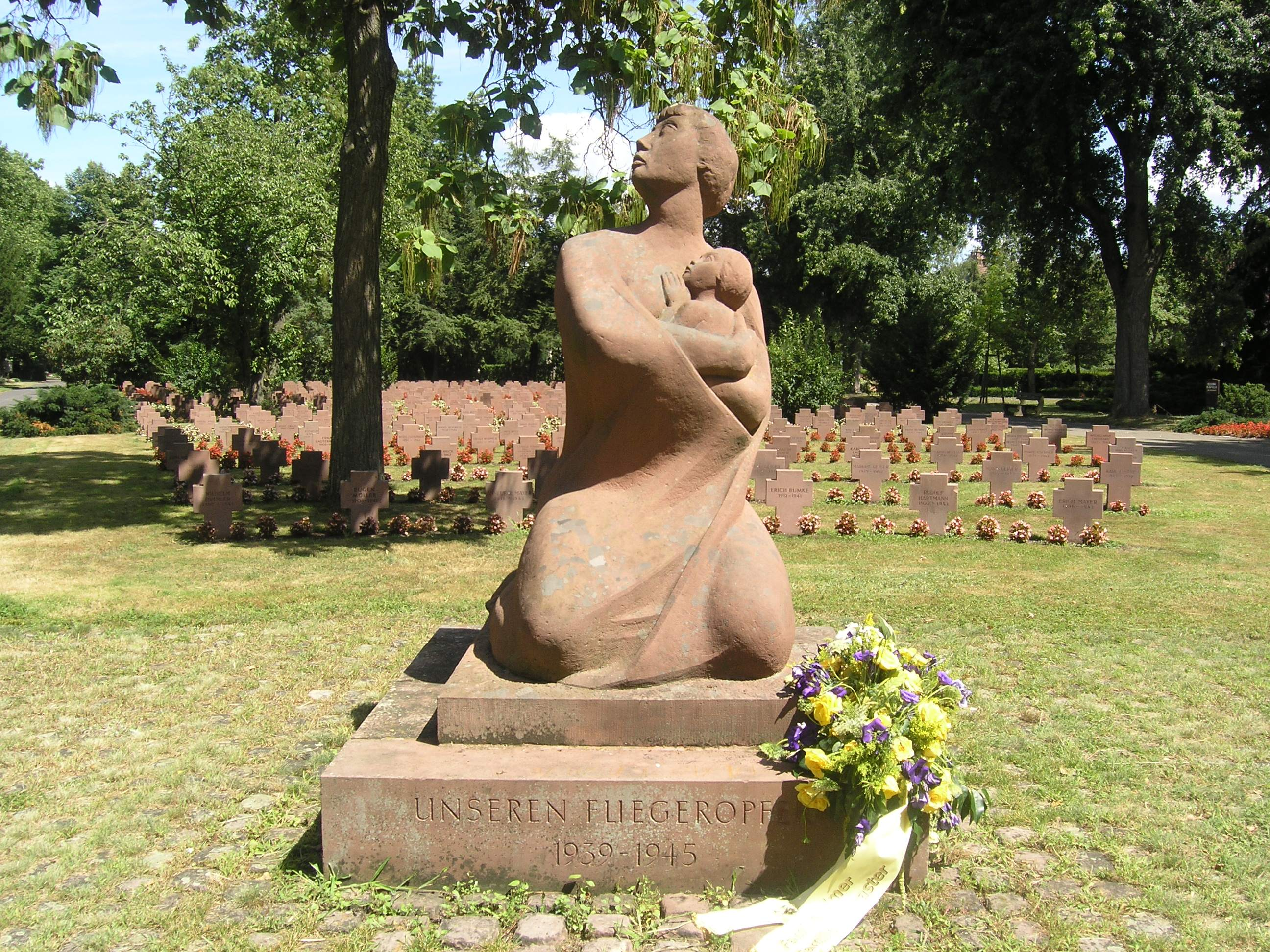
Denkmal für Luftkriegs-Opfer in Karlsruhe

Der britische Historiker Frederick Taylor schrieb 2004, Dresden sei aus Sicht der Alliierten keine „offene Stadt“ gewesen, sondern ein „funktionierendes feindliches Verwaltungs-, Industrie- und Verkehrszentrum, das […] nahe der Front lag.“ (F. Taylor: Dresden, 13. Februar 1945, Seite 436).
Der britische Philosoph A. C. Grayling (Birkbeck College, University of London) fasste die Untersuchungen seines 2006 erschienenen Buchs Among the Dead Cities: The History and Moral Legacy of the WWII Bombing of Civilians in Germany and Japan so zusammen: Das area bombing sei unverhältnismäßig und militärisch nicht notwendig gewesen; es habe gegen „humanitäre Prinzipien“ und gegen „anerkannte Maßstäbe“ der westlichen Zivilisation verstoßen und sei „moralisch sehr falsch“ gewesen. (S. 276 f.)
Schon während des Krieges setzten sich die Alliierten intensiv mit der Frage auseinander, ob ihre Taten richtig waren. Die United States Strategic Bombing Survey, eine Kommission von über 1000 Experten aus dem militärischen und dem privaten Bereich, untersuchte die Auswirkungen der Bombenangriffe. Dazu wurden nach Kriegsende auch deutsche Führungskräfte aus Regierung und Industrie befragt. Um 200 detaillierte Berichte wurden erstellt.

#### Bombenangriffe auf Bulgarien
Am 16. März sowie 29./30. März flogen die Westalliierten schwere Bombenangriffe auf Sofia und unterstützende Angriffe auf Burgas, Warna und Plowdiw. Dadurch sollte die bulgarische Regierung unter Druck gesetzt werden mit den Alliierten zu verhandeln oder ein Staatsstreich provoziert werden. In Sofia löste der zweite Angriff einen schweren Feuersturm aus. Zu ersten formellen Verhandlungen über den Austritt Bulgariens aus dem Dreimächtepakt kam es mit der neuen Regierung unter Iwan Bagrjanow erst am 20. Juli 1944.

#### Luftlandungen

US-Soldaten landen während der Operation Market Garden

Während des Zweiten Weltkrieges nutzten die Deutschen zur Unterstützung ihrer Blitzkriegtaktik erstmals Fallschirmjäger, um Truppen hinter der Front abzusetzen. Nach der Einnahme von Dombås aus der Luft waren die Eroberung des belgischen Fort Eben-Emael sowie der Maasbrücken für den Vormarsch Fall Gelb ein wesentlicher Erfolg. Fallschirmjägereinsätze sind oft verlustreich, da die Soldaten in der Luft leicht zu treffen sind, in Hindernissen hängen bleiben können und die Soldaten zerstreut landen. Es dauert eine gewisse Zeit, bis die gelandeten Einheiten kampffähig sind. Schweres Gerät konnte damals noch nicht transportiert werden.
Die Deutschen unternahmen mit der Luftlandeschlacht um Kreta einen rein operativen großen Einsatz von Fallschirmjägern. Zwar konnten die Deutschen Kreta erobern, aber die Verluste waren enorm. Die hier durch Verluste gebundenen Truppen standen danach für den Feldzug gegen die Sowjetunion nicht zur Verfügung. Nach dem Kretaeinsatz kam Adolf Hitler zu der Auffassung, der Einsatz von Fallschirmjägern zu Eroberungszwecken habe sein Überraschungsmoment verloren. Im Laufe des weiteren Kriegs kam es zu mehreren geplanten Luftlandungen sowie 1943 zum Unternehmen Leopard mit der Einnahme der Insel Leros nach einem Fallschirmjägereinsatz. Der letzte Großeinsatz im Fallschirmsprung wurde im Dezember 1944 während der Ardennenoffensive mit dem Unternehmen Stößer durch eine Fallschirmjägerkampfgruppe durchgeführt. Sie sprangen bei Schneetreiben und starkem Wind und wurden sehr weit verstreut.
Die Alliierten zogen aus der Schlacht um Kreta andere Schlüsse und bauten selbst Fallschirmjägereinheiten auf. Diese wurden während der Landungsoperationen in Sizilien mit der Operation Husky, in der Normandie bei der Operation Overlord und während der Operation Market Garden eingesetzt, bei der mit der Operation Market die bis dahin größte Luftlandeoperation des Zweiten Weltkriegs zur Schaffung eines Vormarschkorridors für die Bodentruppen und der Einnahme der darin liegenden Brücken stattfand. Nur bei der Operation Varsity, die am 24. März 1945 im Raum Wesel-Rees im Rahmen der Rheinüberquerung durchgeführt wurde, übertraf die Anzahl der innerhalb eines Tages an einem Ort abgesetzten Luftlandetruppen den Rekord von Market.
Neben Fallschirmjägern wurden auch Lastensegler für den Transport von Luftlandeinfanterie und Fahrzeugen (später auch leichten Panzern) eingesetzt.

#### Neue Waffen

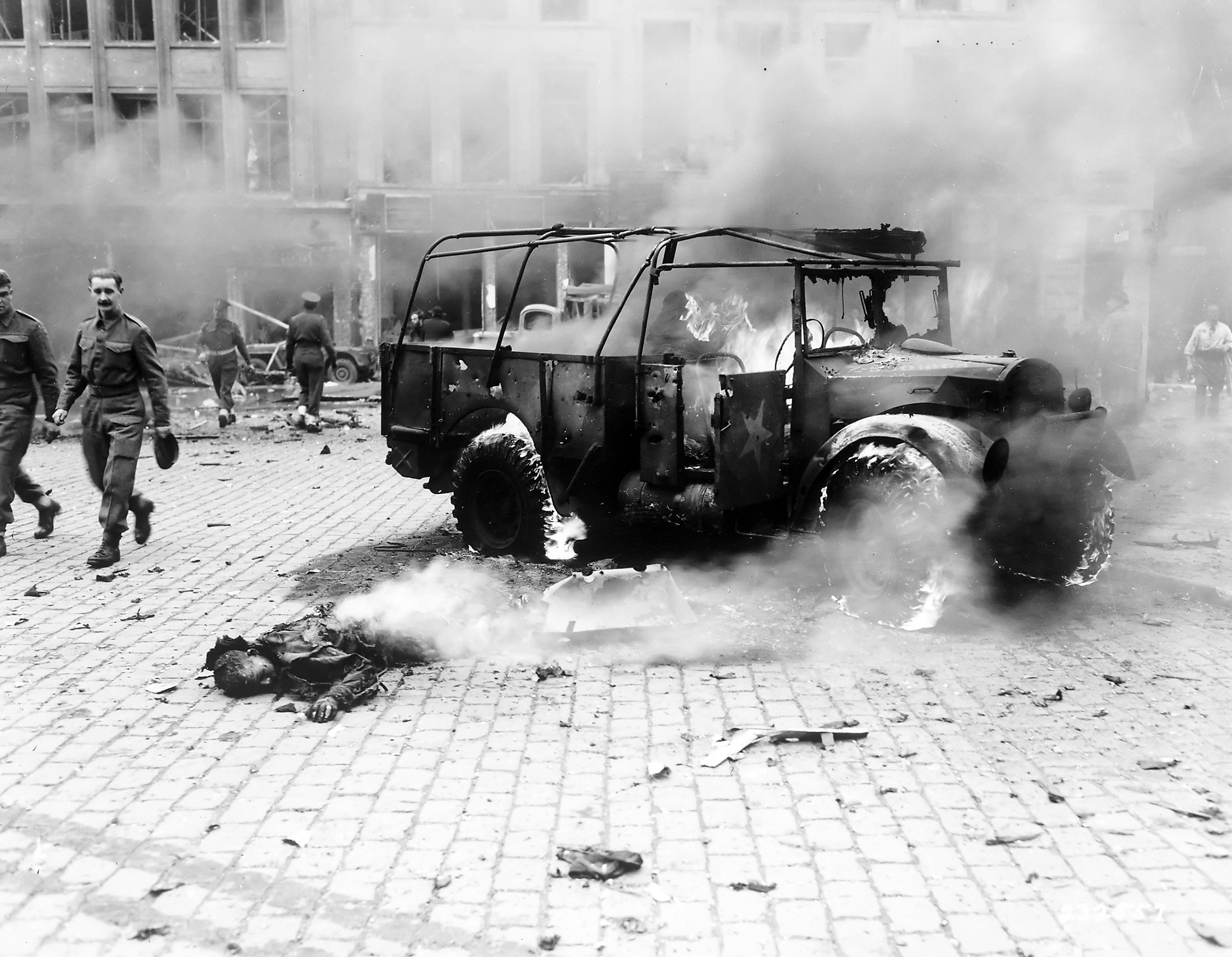
Gefallener US-Soldat nach einem V2-Angriff auf Antwerpen am 27. November 1944

Im Krieg aus der Luft wurden von Deutschland ab 1944 zunächst mit dem Marschflugkörper Fieseler Fi 103 und wenig später mit der Boden-Boden-Rakete Aggregat 4 die propagandawirksam als „Vergeltungswaffen“ bezeichneten V1 und V2 eingesetzt. Die V1 mit ihrer einfachen Seitensteuerung über Kurskreisel konnte ein großräumiges Ziel wie die Stadt London treffen, während die von einem Trägheitsnavigationssystem gesteuerte ballistische Rakete V2 eine genauere Zielausrichtung bot. Ihr Einsatz trug aber nur wenig zur Änderung des Kriegsverlaufes bei. Da es vor allem gegen die V2-Rakete wenig bis keine Abwehrmöglichkeiten gab, verbreiteten die Angriffe in der Zivilbevölkerung von Großbritannien und Belgien (Antwerpen) einen enormen Schrecken und forderten etwa 8000 Opfer.
Für den Krieg in der Luft wurden von der deutschen Luftwaffe gegen Ende des Krieges mit Erfolg ungelenkte Luft-Luft-Raketen (R4M) sowie in kleinem Umfang die ferngesteuerte Ruhrstahl X-4 eingesetzt. Für die Abwehr vom Boden aus wurde in der Heeresversuchsanstalt Peenemünde aus der V2 die Flugabwehrrakete „Wasserfall“ entwickelt, ohne zum Einsatz zu kommen.

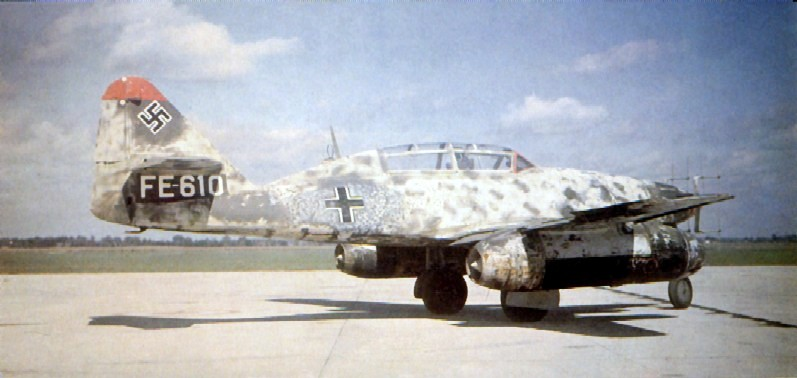
Strahlflugzeug Me 262
(hier: Zweisitziger Nachtjäger mit Neptun-Radar)

Ebenfalls förderte das Reichsluftfahrtministerium die Entwicklung düsen- und raketengetriebener Flugzeuge, mit denen die Deutschen den zunehmenden alliierten Bombenangriffen entgegentreten wollten. Viele dieser modernen Flugzeugtechnologien kamen jedoch in zu geringem Umfang, zu spät oder überhaupt nicht zum Einsatz. Besonders die anfänglichen technischen Unzuverlässigkeiten und der Mangel an Betriebsstoffen sowie geschultem Personal verhinderte einen nennenswerten Erfolg.
Als Wunderwaffen wurden diese von der Propaganda genutzt, um den Durchhaltewillen angesichts der in allen Bereichen hoffnungslosen Lage aufrechtzuerhalten.
Siehe auch: Messerschmitt Me 262, Me 163, Heinkel He 162 und Arado Ar 234

### Pazifikkrieg

#### Luftkrieg im Pazifik

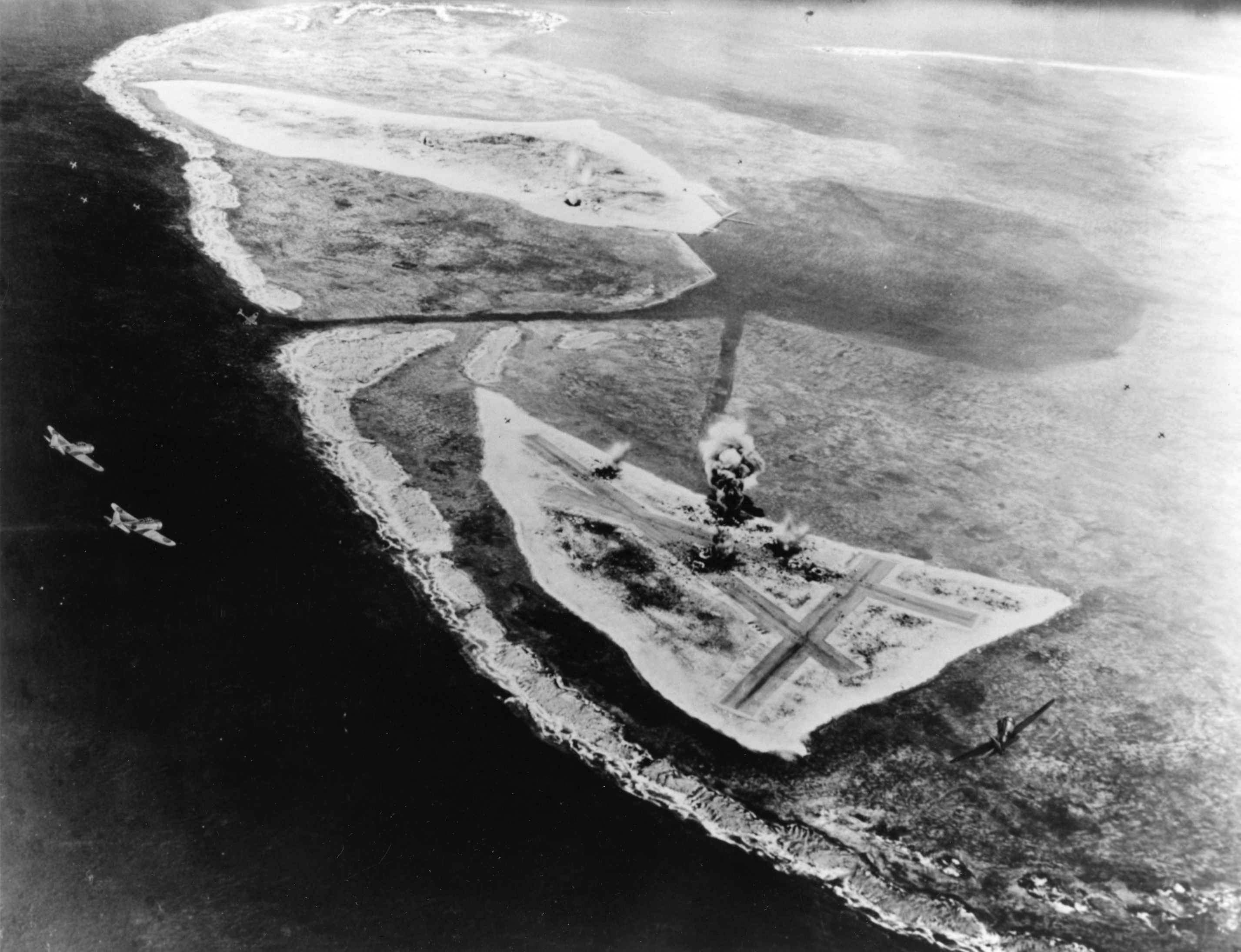
Japanischer Luftangriff auf Midway

Im Pazifikkrieg veränderte der Luftkrieg die komplette maritime Kriegsführung. Der Krieg wurde zum größten Teil zur See geführt und bestand aus zahlreichen Landungsaktionen. Da viele Kämpfe auf unwegsamem Regenwaldgebiet stattfanden und die Anlandung von schweren Waffen schwierig war, bekam auch die Luftunterstützung ein größeres Gewicht.
Japan und die USA unterhielten große Flugzeugträgerflotten, die es ermöglichten, schnell vor einem Ziel aufzutauchen, einen größeren Luftangriff zu fliegen und dann zu verschwinden. Diese Taktik überraschte die Amerikaner bei dem den Krieg auslösenden japanischen Luftschlag gegen Pearl Harbor. Auch die Seegefechte änderten sich; die Schlachtschiffe und Kreuzer verloren immer weiter an Bedeutung, da die Gefechte nun von Torpedobombern auf Distanzen ausgetragen wurden, die für die Schiffsartillerie zu groß waren.
In der Schlacht im Korallenmeer kam es im Mai 1942 zu der ersten ausschließlich von Trägerflugzeugen geschlagenen Seeschlacht. Der Großteil der Trägerflotten Japans und der USA traf einen Monat später in der Schlacht von Midway aufeinander. Beide Seiten hatten den Wert der Trägereinheiten erkannt, und die Japaner versuchten in der Schlacht, neben der Eroberung Midways die US-Trägerflotte zu zerschlagen. Dabei wurden ein US-amerikanischer und alle vier eingesetzten japanischen Flugzeugträger versenkt, wodurch der japanischen Flotte nur zwei große Flottenträger blieben und sie das strategische Übergewicht im Pazifik verlor.

#### Bombenangriffe auf Japan
Bereits 1942 unternahmen die Amerikaner einen Überraschungsangriff von Flugzeugträgern aus auf das japanische Mutterland, der später unter dem Namen „Doolittle Raid“ in die Geschichte eingehen sollte. Als die Alliierten mehr und mehr Inseln in der Nähe von Japan erobern konnten, bestand auch die Möglichkeit, direkt mit schweren B-29-Bombern anzugreifen.

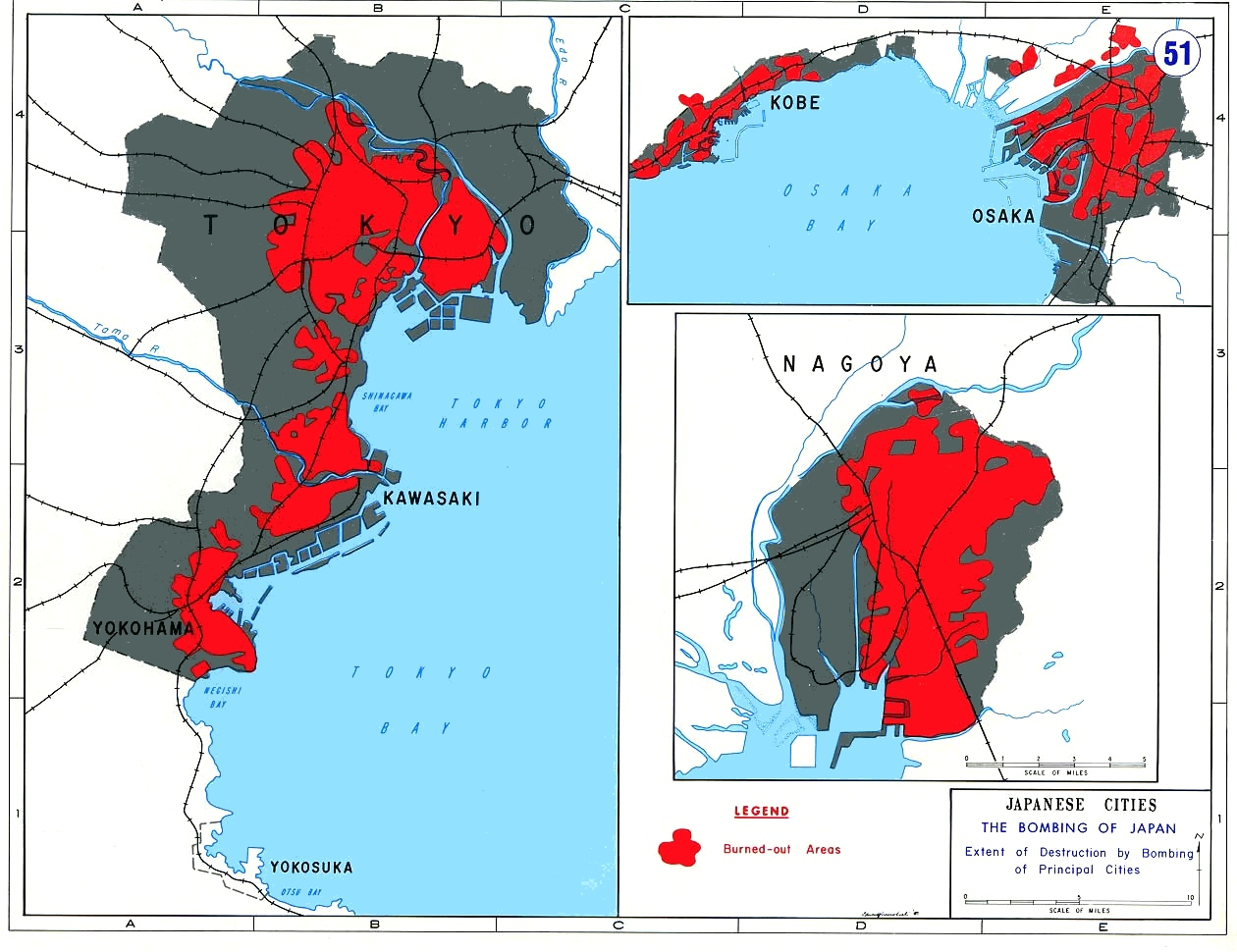
US-Karte zur Verwüstung von Tokio, Kōbe, Kawasaki, Osaka und Nagoya

Die Luftangriffe auf Tokio im Februar und März 1945 waren die schwersten Bombardierungen des gesamten Krieges.
- Am 25. Februar 1945 warfen 174 B-29-Superfortress-Bomber Napalm-Bomben auf Tokio ab. Die Napalmbomben verursachten enorme Verluste unter der Zivilbevölkerung. Rund 3 km² Stadtgebiet wurden dabei zerstört. Bei dem Angriff kamen erstmals die AN-M69-Napalmbomben zum Einsatz. Die M69-Bomben wogen 2,3 kg und wurden zu je 38 Stück in die 227 kg schweren M19-Streubomben gepackt.
- Bei einem Nachtangriff in der Nacht vom 9./10. März 1945 flog die 21. US Air Force einen weiteren Luftangriff gegen Tokio. 334 B-29-Bomber warfen rund 1500 Tonnen Napalmbomben auf die japanische Hauptstadt ab. 41 km² Stadtgebiet wurde vollkommen zerstört.[48]

Nach japanischen Angaben wurden 267.171 Häuser Opfer der Flammen. 1.008.000 Menschen wurden obdachlos. Offiziell werden die Verluste mit 83.793 Toten und 40.918 Verletzten angegeben. Viele Gebäude in Tokio waren nach der alten Holzbauweise gebaut und fingen daher schnell Feuer.
Innerhalb von drei Wochen wurden auf die Städte Tokio, Osaka, Kōbe und Nagoya „9365 Tonnen“ M69-Napalmbomben abgeworfen, die insgesamt über 82 km² Stadtgebiet in Schutt und Asche legten. Damit war der erste Vorrat von Napalmbomben verbraucht.
Die USA hatten im Verlauf des Krieges die Atombombe entwickelt. Deren Wirkungen stellten alles bisher Gekannte in den Schatten; sie prägte die nachfolgenden Jahrzehnte (Kalter Krieg) wie keine andere Waffe (siehe Gleichgewicht des Schreckens, Wettrüsten). In Atombomben wird durch Kernspaltung (bzw. bei der Wasserstoffbombe die Kernfusion) Explosionsenergie freigesetzt, im Gegensatz zu einer chemischen Reaktion bei konventionellen Waffen.
Atombombenabwürfe
Im August 1945 setzten die USA zwei Atombomben gegen japanische Städte ein. Die Atombombe Little Boy wurde über Hiroshima und die Atombombe Fat Man über Nagasaki gezündet. Die Auswirkungen waren verheerend.
- In Hiroshima starben 70.000 bis 80.000 Menschen sofort. Insgesamt starben bei dem Abwurf samt den Spätfolgen bis 1946 unterschiedlichen Schätzungen zufolge 90.000 bis 166.000 Menschen. Die Bombe tötete 90 Prozent der Menschen in einem Radius von 0,5 Kilometern um das Explosionszentrum und 59 Prozent im Umkreis von 0,5 bis 1 Kilometern. Bis heute sterben damalige Einwohner Hiroshimas an Krebserkrankungen als Langzeitfolge der Strahlung.
- Bei dem Atombombenabwurf auf Nagasaki starben sofort 22.000 Menschen und in den folgenden Monaten unterschiedlichen Schätzungen zufolge 39.000 bis 80.000 Menschen.

Die Überlebenden der Atombomben werden in Japan als Hibakusha bezeichnet.

## Kalter Krieg

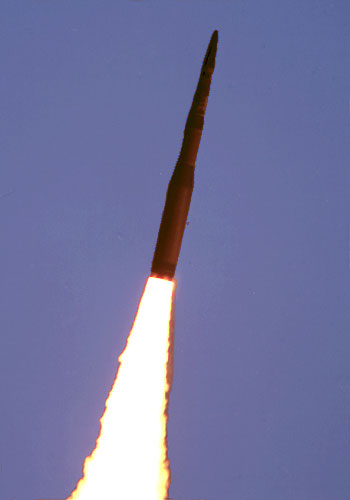
Minuteman 2 während des Starts

Nach dem Zweiten Weltkrieg kam es zum Kalten Krieg, bei dem sich die USA und die Sowjetunion gegenüberstanden. Dies sorgte für eine massive Förderung der Waffen- und Militärtechnik auf beiden Seiten. So wurden auch die Ergebnisse der Forschung im Deutschen Reich auf beiden Seiten genutzt und Forscher rekrutiert (Operation Overcast). Besonders die Nuklearwaffen spielten in diesem Konflikt eine wichtige Rolle. Zunächst war der Einsatz von Bombenflugzeugen geplant.
Somit waren Bomberverbände der strategische Rückhalt. Um eine Zerstörung der Bomber am Boden und den daraus folgenden Verlust der Rückschlagfähigkeit zu vermeiden, wurden strategische Bomberflotten mittels Luftbetankung 24 Stunden in der Luft gehalten. Die Bedeutung der Bomberverbände änderte sich erst, als die Entwicklung der Interkontinentalrakete (Inter-Continental-Ballistic-Missile ICBM) fortschritt. Zunächst benötigten Interkontinentalraketen lange Auftank- und Startphasen, sodass ein Angriff schon Tage vorher vom Gegner entdeckt worden wäre. Doch in der weiteren Entwicklung wurden die Waffen immer effektiver und hatten gegenüber Bombern den Vorteil, innerhalb von Minuten jeden Punkt auf der Erde erreichen zu können. Einmal gestartet, waren sie zudem praktisch nicht mehr aufzuhalten.

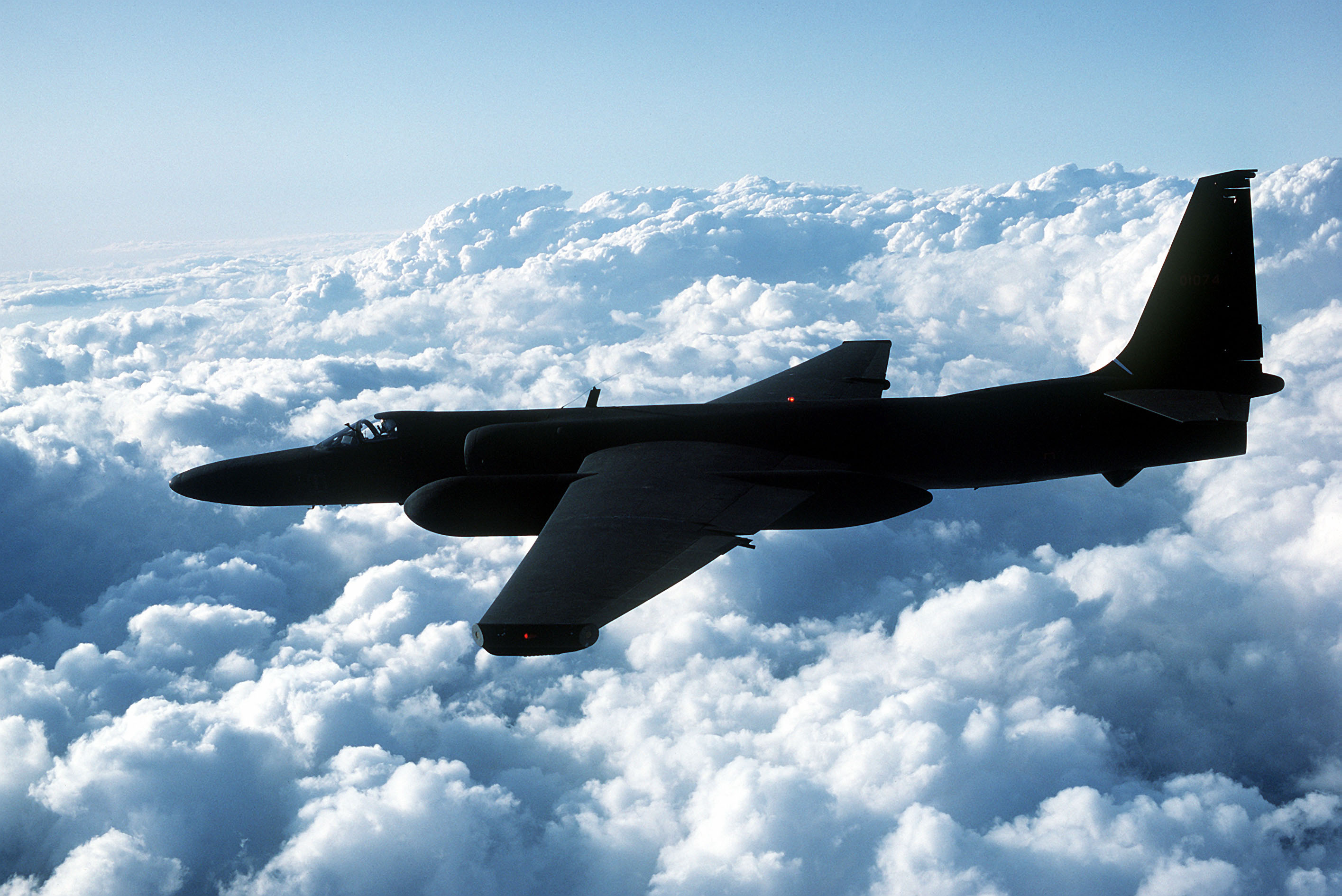
U-2-Aufklärungsflugzeug

Die Luftaufklärung gewann daher immer mehr an Bedeutung. Berühmt wurde besonders die amerikanische Lockheed U-2, die dank ihrer extremen Flugleistungen den USA zunächst sichere Spionageflüge über der UdSSR erlaubte. Am 1. Mai 1960 gelang es der sowjetischen Luftüberwachung jedoch, eine U-2 abzuschießen und den Piloten Francis Gary Powers festzunehmen. Danach nahm die Bedeutung der Luftaufklärung mit Flugzeugen immer weiter ab, da mit der immer weiter verbesserten Satellitentechnologie die unbemannte Aufklärung direkt aus dem Weltall möglich wurde. Die Wichtigkeit der Luftaufklärung zeigte sich in der Kubakrise.
In zahlreichen Stellvertreterkriegen setzten beide Seiten ihre Technologie gegeneinander ein.

### Koreakrieg

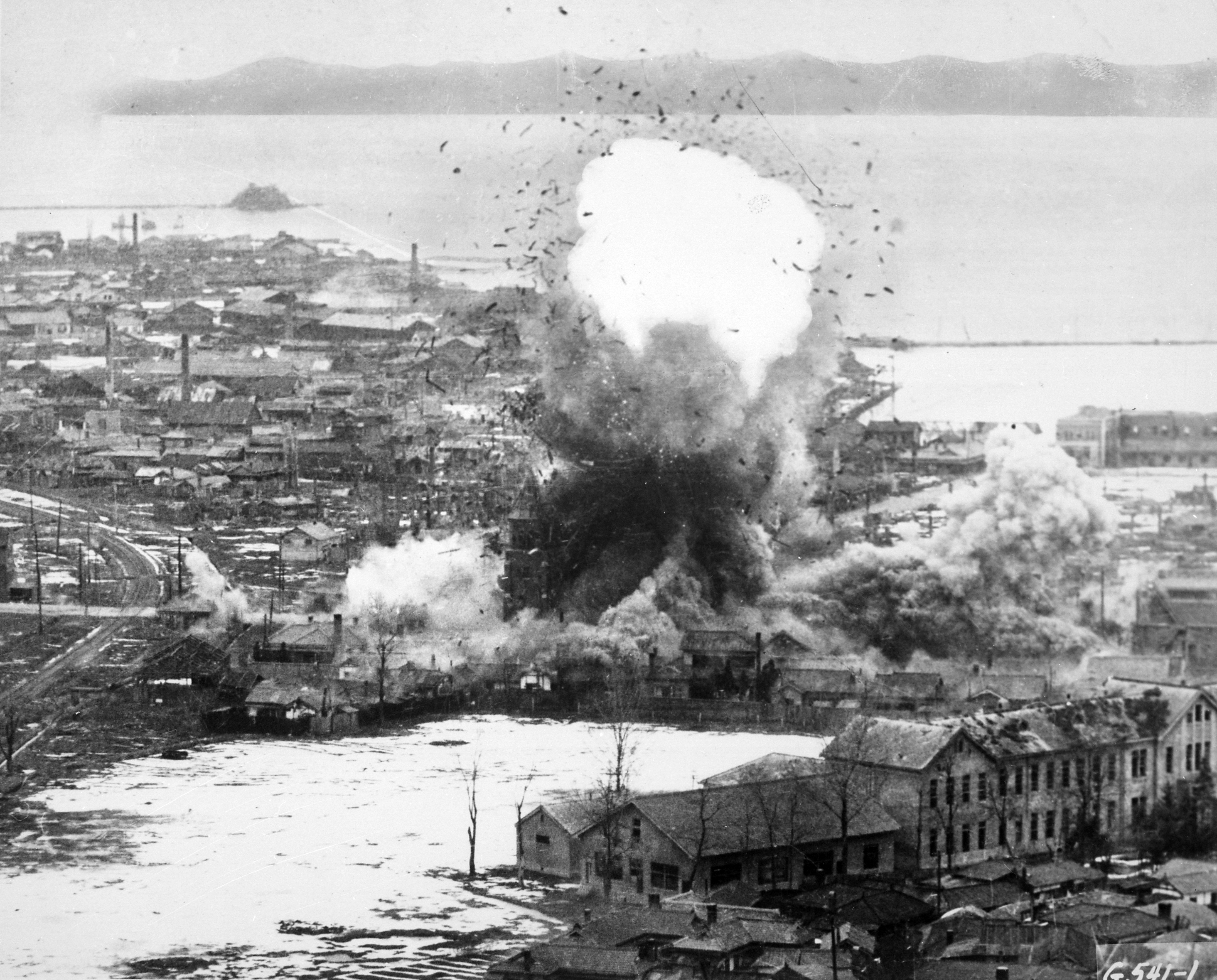
Bomben, abgeworfen von B-26s der Air Force, zerstören Versorgungslager und Hafenanlagen in Wonsan, Nordkorea, 1951

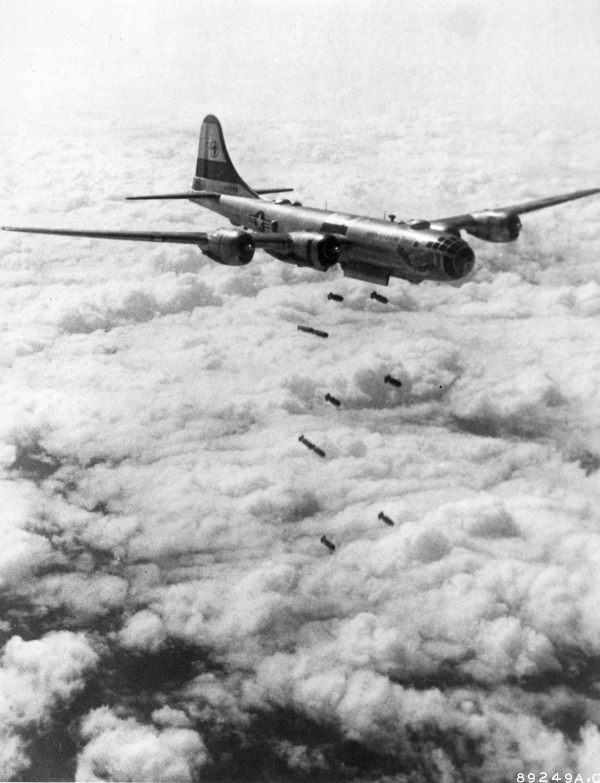
Eine B-29 bombardiert Ziele in Korea

Der Koreakrieg des Jahres 1950 bot den USA und der Sowjetunion die Möglichkeit, ihre neuen Flugzeug-Technologien zu testen und im Vergleich gegeneinander antreten zu lassen. Die USA unterstützten Südkorea, während die Sowjetunion den nordkoreanischen Truppen inoffiziell unter anderem Flugzeuge, Ausbilder und Piloten zur Verfügung stellte.
Propellermaschinen wurden während des Krieges zunehmend durch Jets abgelöst. Am 10. November 1950 kam es zum ersten Jet-gegen-Jet-Kampf, bei dem eine F-80 Shooting Star eine MiG-15 abschoss.
Die sowjetischen MiG-15 waren den Flugzeugen der US-Truppen überlegen. Zwar konnten die US-Truppen mit der Einführung der F-86 die Situation verbessern, diese war der MiG-15 aber ebenfalls nicht überlegen. Um eine MiG-15 gründlich untersuchen zu können, boten die USA jedem gegnerischen Piloten, der mit einer intakten Maschine auf einem US-Stützpunkt landen würde, 100.000 Dollar und Asyl an. Erst nach dem Kriegsende floh ein nordkoreanischer Pilot in den Süden. Dessen MiG-15 ist heute noch in einem USAF-Museum zu bewundern. Der Bereich, den die MiG-15 erreichen konnten, wurde von den amerikanischen Piloten „MiG Alley“ genannt. Behindert wurden die Abwehrmaßnahmen der US-Piloten durch politische Restriktionen. So durften die Basen der MiGs in China nicht angegriffen werden, und das Überfliegen der chinesischen Grenze war ebenfalls generell verboten. Aufgrund der MiGs war die USAF beispielsweise gezwungen, ihre B-29-Angriffe nachts durchzuführen. Erst mit der Einführung der F-86E war das Gleichgewicht bei den Jagdflugzeugen wiederhergestellt. Die Mehrzahl der Bodenangriffe wurde jedoch mit Propellerflugzeugen wie der North American P-51D „Mustang“, der Douglas B-26 „Invader“, der Fairey „Firefly“ FB.5, der Hawker Sea Fury FB.11, der Douglas AD-1 „Skyraider“ oder der Vought AU-1 „Corsair“ geflogen. Für Bodenangriffe eingesetzte Düsenflugzeuge waren beispielsweise die F-84 „Thunderjet“, Gloster „Meteor“, Grumman F9F „Panther“ oder die McDonnell F2H „Banshee“.
Da die Sowjetunion sich nicht offiziell in den Konflikt einmischen wollte und durfte, waren die sowjetischen Piloten angehalten, sehr defensiv und hinter der Front zu fliegen. Durch diesen Umstand und die größere Anzahl an Flugzeugen konnten die USA zum Ende des Krieges die Luftherrschaft erringen.
Nach neuerer Forschung aus den USA lag die Abschussrate zuletzt bei 4,4:1 für die USA. Die amerikanische Verlustrechnung zählt jedoch nur die eigenen Verluste, die direkt über dem Kampfgebiet abgeschossen wurden. Flugzeuge, die über eigenem Gebiet niedergehen oder abgewrackt werden müssen, werden dagegen nicht als Abschüsse in die Statistik aufgenommen.
Um den Norden zu schwächen, unternahm die USAF zahlreiche Flächenbombardements, wie sie später auch in Vietnam durchgeführt wurden. Im Koreakrieg wurde sogar mehr Napalm abgeworfen als im Vietnamkrieg; allein in der zweiten Hälfte des Jahres 1950 waren es mehr als 1 Million Gallonen (3.785.400 Liter). Dabei wurden auch gezielt Bewässerungsanlagen und Kraftwerke angegriffen; bei der Zerstörung zahlreicher Dämme kam es zu Überschwemmungen.
Als China Nordkorea massiv mit Truppen unterstützte, forderte der amerikanische Oberbefehlshaber Douglas MacArthur, den Luftkrieg auf die Volksrepublik auszuweiten, was mit einer der Gründe für seine Entlassung durch Präsident Truman war.

### Vietnam

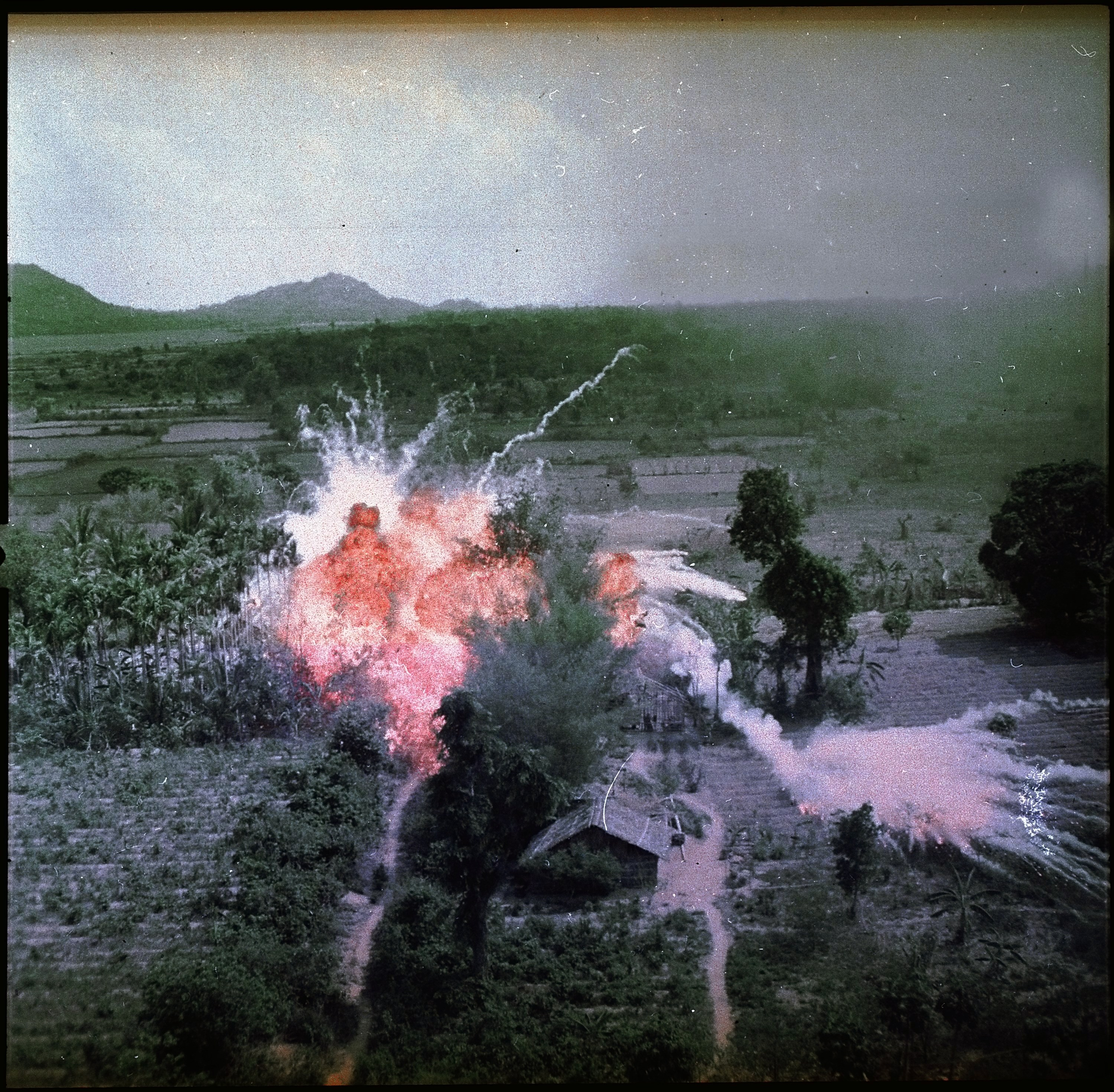
Einsatz von Napalm in Vietnam

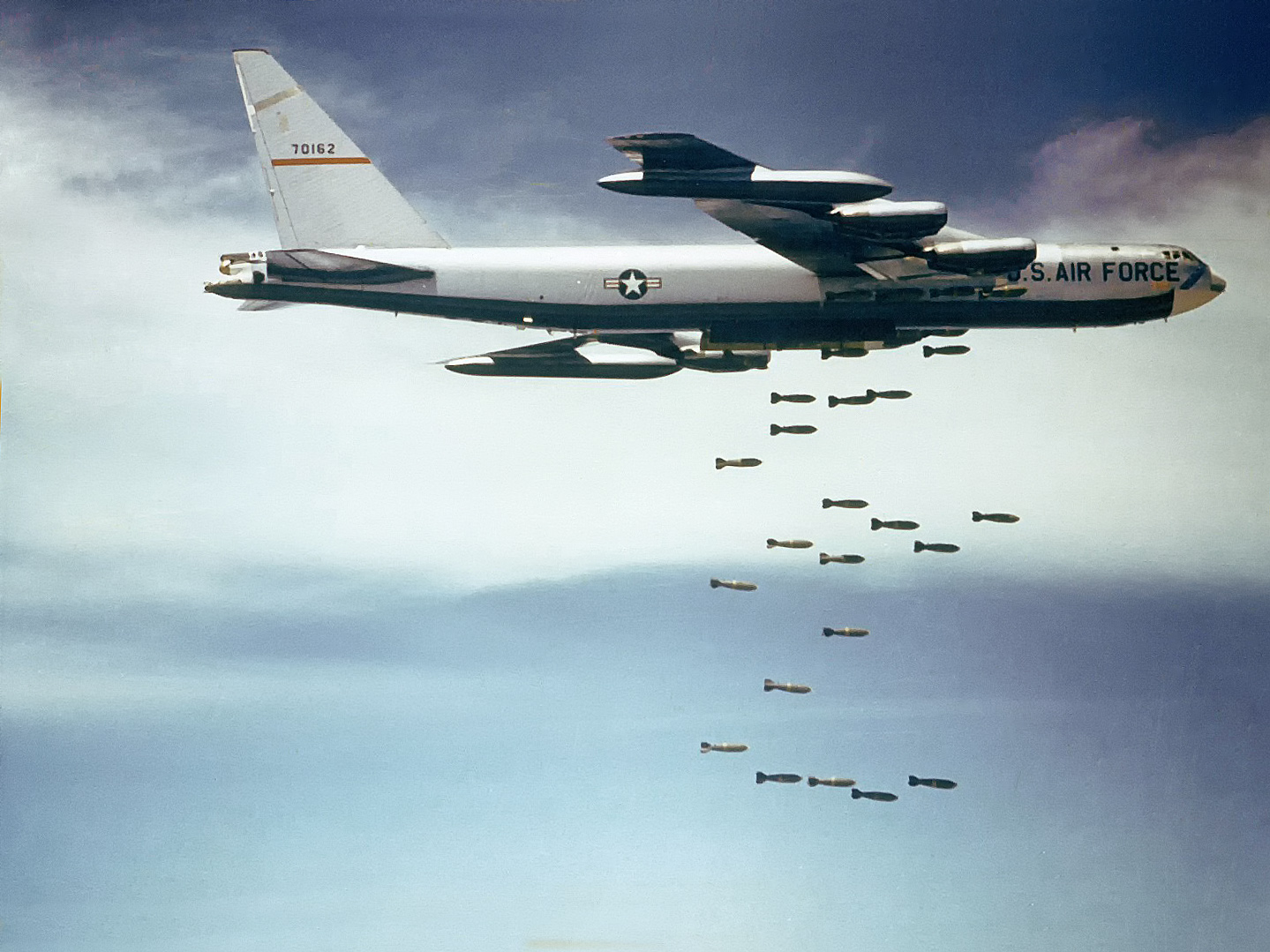
Boeing B-52 wirft Bomben auf Vietnam

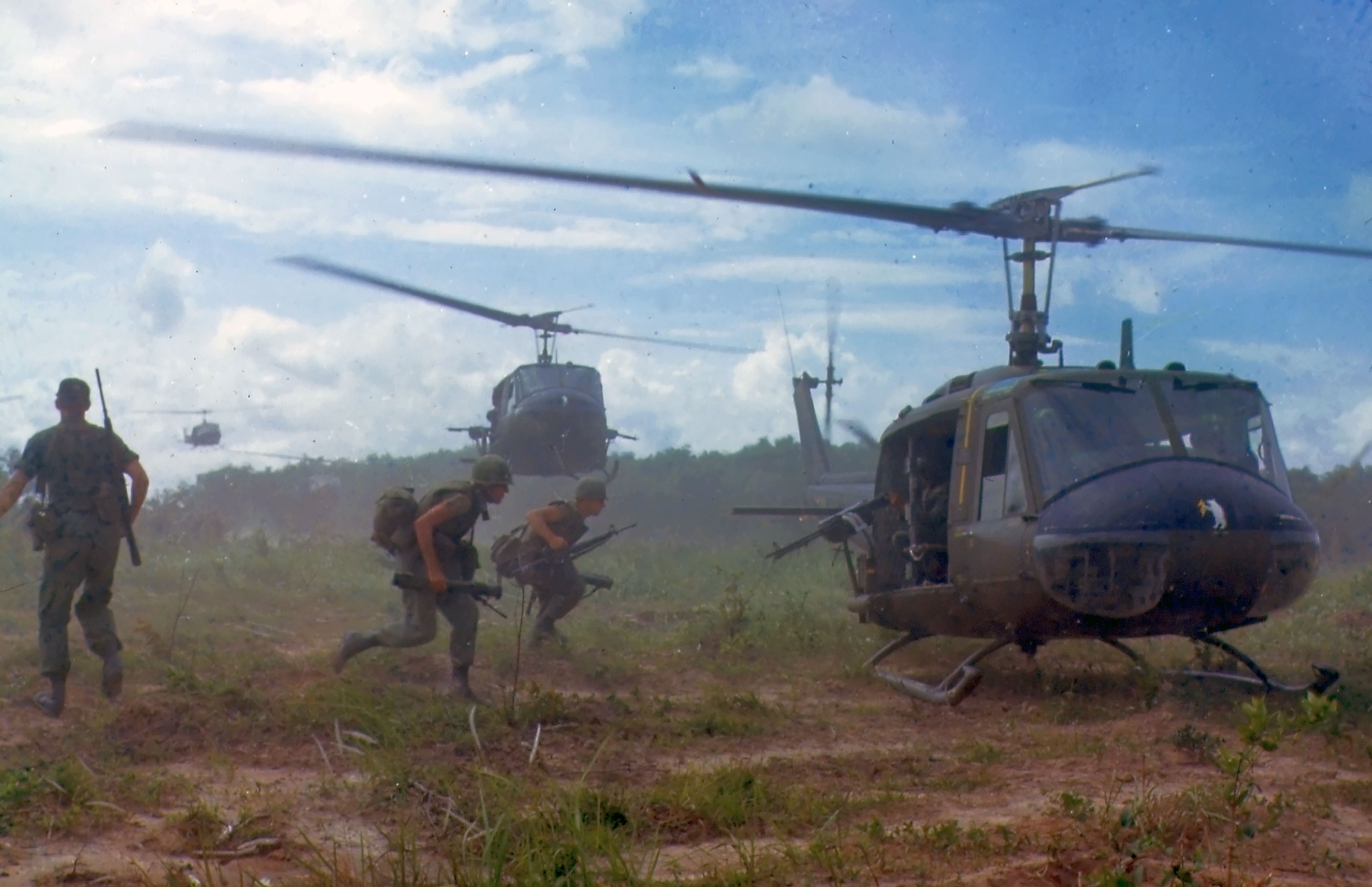
Bell UH-1D-Hubschrauber 1966 in Vietnam

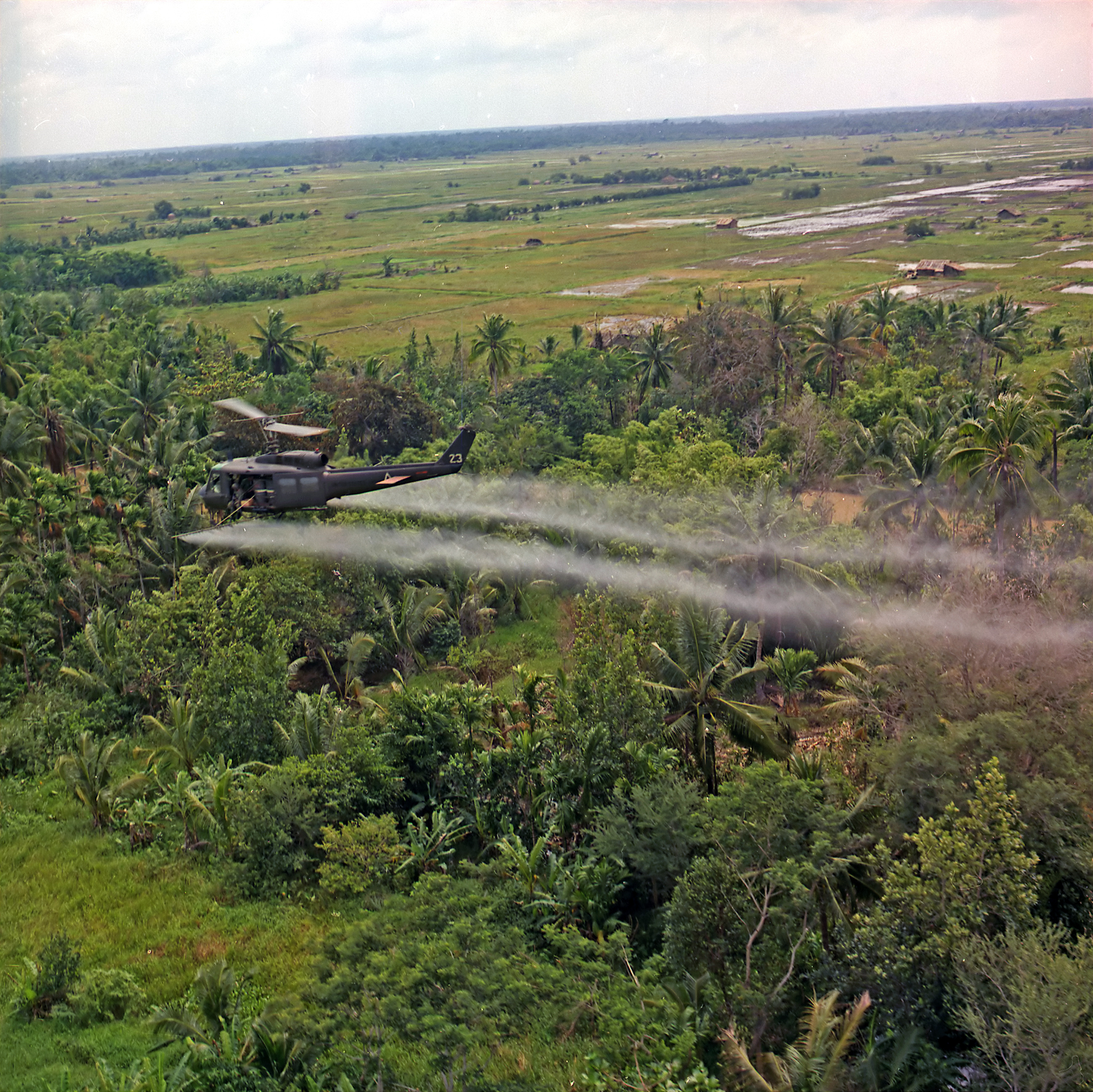
Versprühen von Agent Orange im Mekong-Delta am 26. Juli 1969

In Vietnam begannen die USA 1965 einen der verheerendsten Bombenkriege der Geschichte. Unter anderem wurden Entlaubungsmittel (Agent Orange) und Napalm eingesetzt. Betroffen von den Bombardements war vor allem die Zivilbevölkerung. Die bis zu 1200 Grad Celsius erzeugenden Napalmbomben fügten denjenigen, die nicht sofort starben, schwerste Verbrennungen zu.
Auf Vietnam wurden mehr Bomben abgeworfen als während des Zweiten Weltkrieges auf allen Kriegsschauplätzen zusammen. In Nordvietnam wurde der Luftkrieg als vorwiegend politisches Mittel eingesetzt. In Washington wurde entschieden, was wann und wo anzugreifen sei. 1964 wurden nordvietnamesische Häfen als „Vergeltung“ für einen Angriff von Schnellbooten bombardiert. Ab 1965 sollten mit der Operation Rolling Thunder die Nordvietnamesen zum Waffenstillstand gebracht werden.
Gleichzeitig war den US-Streitkräften aber untersagt, die großen Häfen, Flugplätze oder Städte zu bombardieren, da befürchtet wurde, sowjetische „Berater“ zu treffen. Erst 1972 unterband man den Nachschub Nordvietnams durch die Verminung der Häfen und die massive Bombardierung der Städte bei der Operation Linebacker. Danach kam es zum Waffenstillstand zwischen den USA und Nordvietnam.
Im sonstigen Luftkrieg gelang es den USA aber nicht, die Streitkräfte Nordvietnams und den Vietcong entscheidend zu treffen, z. B. den Nachschub über den Ho-Chi-Minh-Pfad durch Laos zu unterbinden.
Neu waren im Vietnamkrieg der massierte Einsatz von Lenkwaffen. Bereits 1965 setzte Nordvietnam die „SA-2“ zur Luftabwehr ein, 1972 auch die tragbare „SA-7“. Die USA setzten Anti-Radar-Lenkwaffen ein, ferngesteuerte oder fernsehgelenkte Bomben. Ab Anfang der 1970er-Jahre kamen lasergelenkte Bomben zum Einsatz.
In Vietnam veränderte sich das Verhältnis zwischen Luft- und Bodenoperationen. Der Luftkrieg wurde immer bedeutender, und Operationen des Heers wurden immer weniger und dafür stärker mit Luftschlägen kombiniert. Zum einen fordert der Luftkrieg weniger eigene Opfer und läuft für die Soldaten „sauberer“ ab, da kein direkter Kontakt zum Feind besteht. Aus der Luft wurde auch das Herbizid Agent Orange versprüht, um die Wälder zu entlauben, die dem Vietcong Schutz boten, und Nahrungsquellen zu entziehen. Insgesamt wurden während des Krieges 90 Millionen Liter Herbizide versprüht, die auch noch viele Jahre nach ihrer Anwendung wegen ihrer Giftigkeit Krebs und Mutationen verursachen.
Die Entwicklung des Hubschraubers wurde im Vietnamkrieg besonders vorangetrieben. Mit dem Hubschrauber konnten Truppen leicht transportiert und in unwegsamem Gelände abgesetzt werden. Dies ermöglichte Taktiken, bei denen zunächst aus der Luft bombardiert wurde und dann Infanterie abgesetzt werden konnte, um den restlichen Widerstand am Boden zu bekämpfen und die Position zu halten. Außerdem konnten die Truppen leicht wieder evakuiert werden und sich zurückziehen. Dies machte auch gefährliche Fallschirmlandungen überflüssig. Gleichzeitig verringerte der Hubschrauber die Zeit, die ein verletzter US-Soldat brauchte, um ins Lazarett zu gelangen, auf sieben Minuten.
Am bekanntesten wurde die Bell UH-1 „Huey“, die wegen ihres knallenden Rotorgeräusches zu jeder Geräuschkulisse des Vietnamkrieges gehört (Spitzname bei der Bundeswehr ist „Teppichklopfer“). Hier wurden auch Hubschrauber bewaffnet und zu Kampfeinsätzen herangezogen. War bisherige Bewaffnung eher zur Selbstverteidigung gedacht, entwickelte sie nun offensiven Charakter. Obwohl der Bell UH-1 kein Kampfhubschrauber im heutigen Sinne ist, konnte er an Pylonen zusätzliche Maschinenwaffen oder Raketenpods transportieren und wurde so zum improvisierten Kampfhubschrauber. Mit dem Bell AH-1 wurde der erste reine Kampfhubschrauber der Welt von den USA in Dienst gestellt und hier den ersten Erfahrungen im Vietnamkrieg Rechnung getragen. Kampfhubschrauber sind heute hochmobile Panzerabwehrmittel und sind in der Lage, wirksam Infanterie Nahunterstützung zu geben und Aufklärung durchzuführen.

## Zweiter Golfkrieg

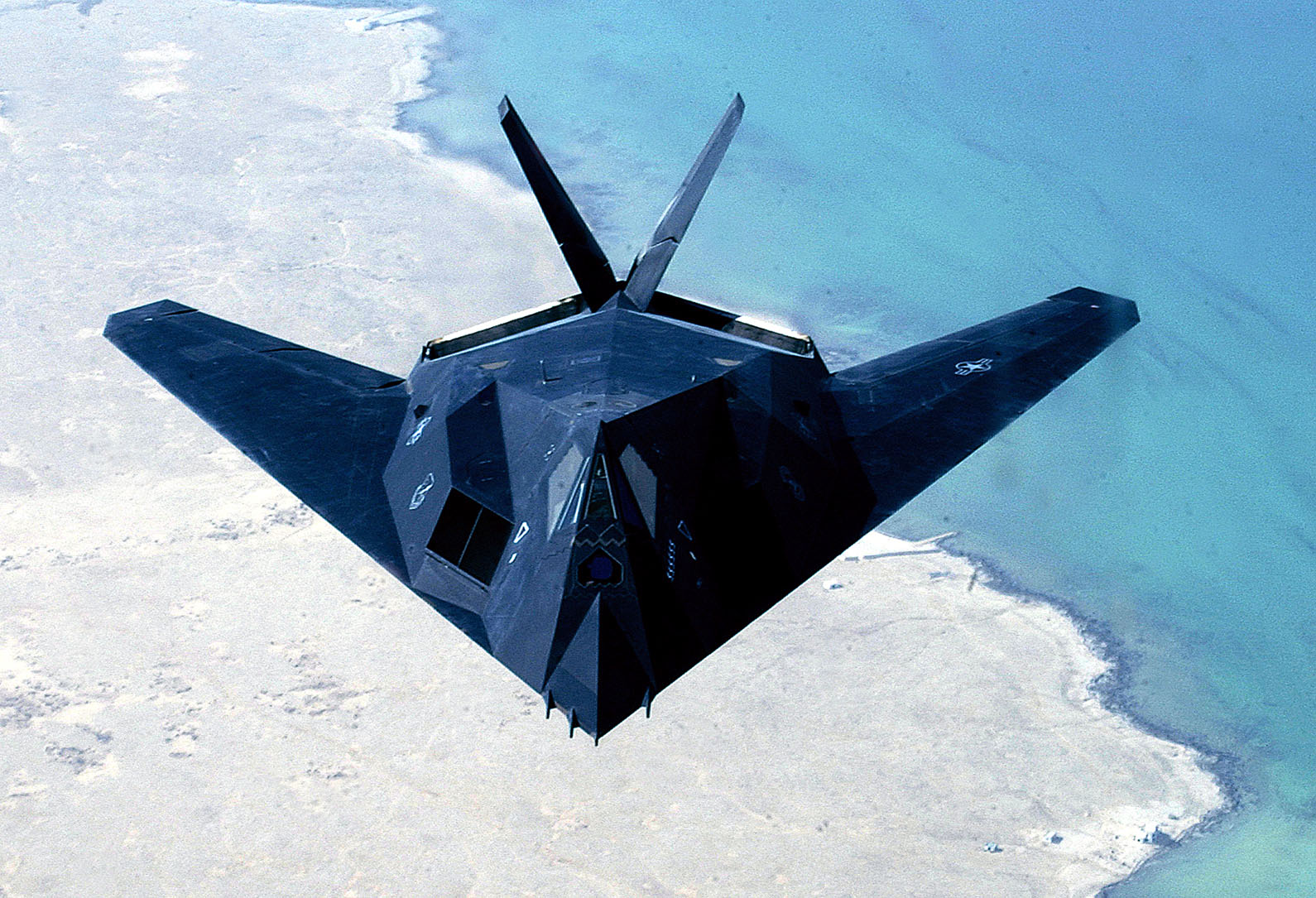
Tarnkappenbomber F-117 Nighthawk

Der Zweite Golfkrieg von 1991 war eine militärische Operation, die, durch eine UNO-Resolution begründet, die Befreiung des vom Irak besetzten Kuwaits zum Ziel hatte. Der Krieg wurde zum größten Teil durch Luftoperationen entschieden, die die USA und ihre Verbündeten durchführten. Pro Tag wurden mehr als 1000 Angriffe geflogen, und im Kriegsverlauf wurde von den Kampfflugzeugen eine größere Waffenlast abgeworfen als während des Zweiten Weltkriegs. So setzte sich die Entwicklung fort, dass Bodentruppen erst dann zum Einsatz kommen, wenn alle aus der Luft erreichbaren Ziele zerstört sind.
Der Krieg war bestimmt vom erstmaligen Einsatz satelliten- und computergestützter Waffensysteme, wie zum Beispiel präzisionsgelenkter Bomben, Tarnkappenbomber und Marschflugkörper. Wegen der starken Medienpräsenz wurde der Luftkrieg vom Pentagon als „sauberere“ Lösung präsentiert, nachdem die Napalmbombardierungen während des Vietnamkrieges heftige nationale und internationale Kritik auslösten. Der Begriff der „chirurgischen Kriegführung“ wurde geprägt, doch er erwies sich als Propaganda, da es trotzdem zu Opfern unter der Zivilbevölkerung kam und, z. B. bei den Angriffen auf die irakischen Stellungen durch B-52--Bomber, auch zahlreiche konventionelle Waffen eingesetzt wurden. Vor allem der Einsatz von Uranmunition erweist sich als verheerend für die Zivilbevölkerung (siehe auch: Golfkriegssyndrom).
Obwohl der Verlauf des Krieges die technologische Überlegenheit der USA und ihrer Verbündeten unterstrich, mussten im Bereich der Freund-Feind-Erkennung, und zwar speziell im Bereich der Nahunterstützung der vorrückenden Bodentruppen, fatale Irrtümer zugegeben werden.

## 21. Jahrhundert

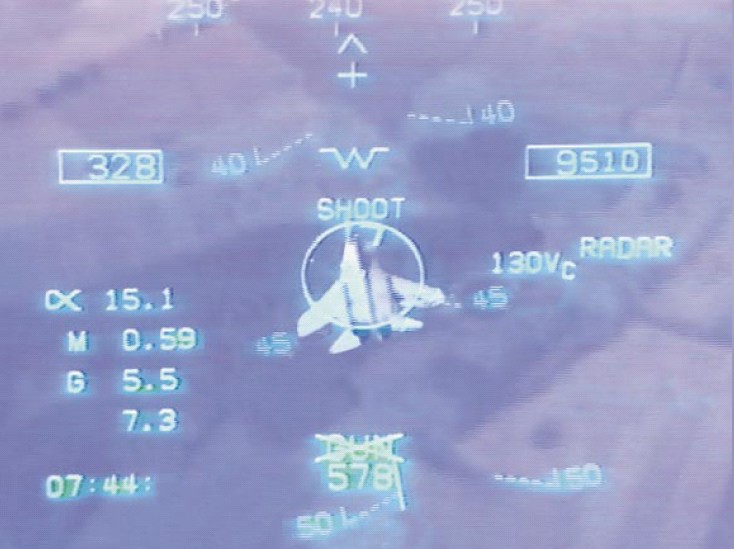
HUD-Ansicht eines Übungsluftkampfes zwischen einer F/A-18 und einer MiG-29

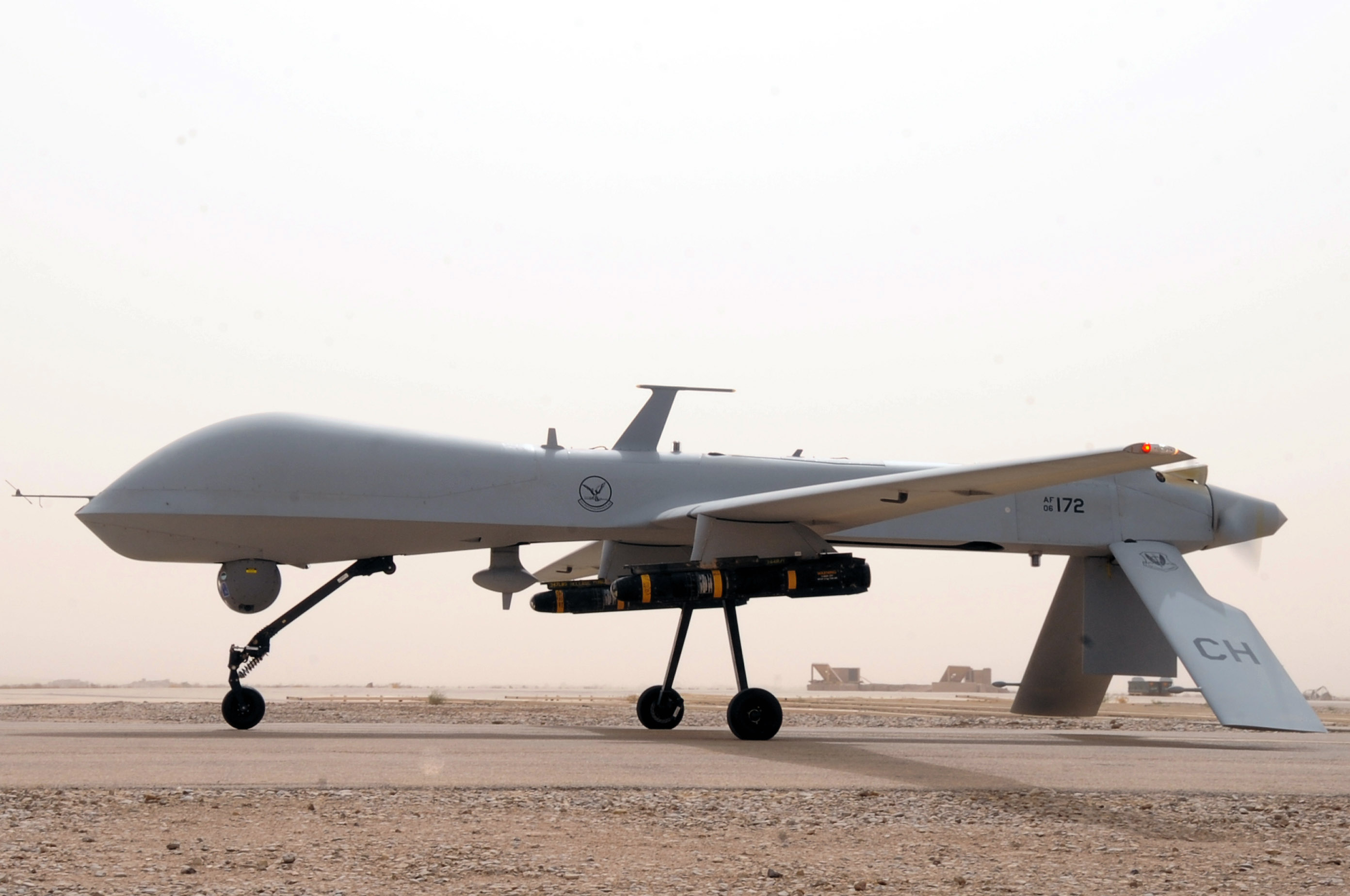
Bewaffnete Drohne des Typs MQ-1B Predator

In der modernen Kriegsführung dient die Erringung der Lufthoheit zu Beginn einer Operation dazu, die Handlungsfreiheit über dem Einsatzgebiet zu gewährleisten, um dann die eigenen Bodentruppen durch gezielte Angriffe auf den Gegner zu unterstützen, Luftlandeoperationen zu ermöglichen und strategische Ziele (Infrastruktur, Industrie) anzugreifen.
Der Luftkrieg des anbrechenden 21. Jahrhunderts ist von einem starken Transformationsprozess geprägt. Viele Luftstreitkräfte, vor allem die der Vereinigten Staaten, des Vereinigten Königreichs und Israels, haben im Laufe mehrerer Kriege die Erfahrung gemacht, dass das Primat der Luftüberlegenheit und Luftinitiative gegen asymmetrisch agierende Gegner nur von eingeschränktem Nutzen ist.
Der Kosovokrieg, der Krieg in Afghanistan, der Irakkrieg und der Libanonkrieg 2006 verdeutlichten, dass wesentliche Kriegsziele wie die Beendigung von vermeintlichem Völkermord, das Ergreifen von Terroristen, das Auffinden von Massenvernichtungswaffen oder die Befreiung von Soldaten aus feindlicher Kontrolle durch Luftangriffe alleine nicht erreicht werden können. Zwar können durch Luftbetankung und Flugzeugträger Kriegsflugzeuge jeden Ort der Erde erreichen und den Einsatz von Bodentruppen vorbereiten, diese aber nicht ersetzen.
Während Enthauptungsschläge (decapitation strikes, Angriff auf die Führungsstrukturen des Gegners) nur selten ihr Ziel erreichen, bringen zahlreiche Kollateralschäden den Krieg aus der Luft an den Rand ihrer Legitimierbarkeit. Obwohl die zentrale Planung eines Luftkrieges erhalten bleibt, erfolgt die Durchführung zunehmend dezentral. Dies geschieht im Rahmen der vernetzten Gefechtsführung, mit deren Hilfe die Kommunikationswege stark verkürzt werden.